# Утопия
Уто́пия (от др.-греч. οὐ «не» + τόπος «место», то есть «место, которого нет»; по другой версии от др.-греч. εὖ «благо», то есть «благое место») — изображение идеального общественного строя в прошлом или воображаемом будущем (ухрония), либо в якобы уже существовавшей или существующей где-то стране (гетеротопия), либо как социальных преобразований, ведущих к воплощению идеала в жизнь. Утопия может иметь положительное значение как нормативный социальный идеал общества (или положения дел) совершенного качества.
В литературоведении XX—XXI веков утопии, как и антиутопии, рассматриваются в ряду жанров научной фантастики. К. Рёмер предложил следующее определение литературного жанра: утопия — это детальное описание воображаемой культуры, которая предоставляет читателю картину альтернативной реальности для критики собственной современности с интеллектуальных и эмоциональных позиций. Если автор и/или читатели воспринимают описываемую реальность как существенно превосходящую объективную действительность, — это эвтопия (то есть «настоящая» утопия); если описываемая реальность мрачна и значительно уступает объективной, — это дистопия, то есть антиутопия.
Принято деление утопий на «утопии реконструкции», предполагающие радикальное преобразование общества, а также «утопии бегства» от социальной действительности. Утопия как одна из своеобразных форм общественного сознания традиционно воплощала в себе такие черты, как осмысливание социального идеала, критика существующего строя, а также попытки предвосхитить будущее общества.
В современных философских и общественных науках принято отличать утопии от утопизма. Утопизм, как тип сознания, по-видимому, имманентен человеческой природе и выражен в разнообразных формах мечтаний о настоящем или грядущем идеальном мире (включая рай, Кокань — «страну с молочными реками и кисельными берегами», и т. п.), но чаще всего не имеет позитивной реализации. Утопия как литературный жанр и социально-политическое проектирование возникает в Новое время, с изменением человеческого восприятия истории. Утопия связана с прогрессивизмом, но может быть обращена в прошлое (например, «первобытный коммунизм» или «потерянный рай»). Образ утопического общества связан с образом будущего и поэтому может способствовать социальному развитию. С XIX века в общественном сознании и социальных науках понятия «утопия» и «социализм» стали в значительной степени связаны между собой. Утопические (прожектёрские) проекты эпохи модерна с точки зрения большинства социальных философов, в том числе марксистов, в реализации оказались тоталитарными. Сталинизм в СССР, например, именуется «утопией у власти». Поэтому утопии часто связываются с тоталитаризмом и властью как таковой. Утопическое сознание основано на руссоистских предпосылках, вере в возможность целостного человека, природа которого блага, а хорошее общество предоставляет все возможности для максимально полного раскрытия всех положительных способностей. В современном мире место утопий занимают эскапистские миры массовой культуры и фантастической литературы. Высказывается точка зрения, что современный проект глобализации как постисторического либерализма сам по себе утопичен.

## Понятие

### Терминология
Понятие «утопии» было предложено Томасом Мором в заглавии его трактата «Весьма полезная, а также занимательная, поистине золотая книжечка о наилучшем устройстве государства и о новом острове Утопия». Данный неологизм — греческий по происхождению. В письме Эразму от 20 сентября 1516 года Мор использовал для заглавия латинский термин «Нигдея» (Nusquama). Термин nusquam имеет значения «нигде», «ниоткуда», «никуда», «ни к чему», «ни для чего», «никак», «никоим образом», то есть был более категоричным. Греческая этимология сложнее, содержа приставку οὐ (отрицание, отвергающее факт, но не возможность факта) и корень τόπος (место, страна). Существует также омофон eutopia от εύ («благо») и того же τόπος. Иными словами, термин изначально подразумевал известную двойственность: «несуществующая страна» одновременно оказывалась «страной блаженства», становящейся образцом для подражания. В латинском языке, в отличие от греческого, фонетически разница ou и eu почти не ощущается. Благодаря переводам «Утопии» Мора, неологизм в течение XVI века распространился практически во всех европейских языках, а в дальнейшем расширил значение, превратившись из описания идеальной страны в литературный и политический жанр.

### Утопия и утопизм
Многообразие утопий, созданных человеческими культурами за века их существования, существенно затрудняет общее определение этого понятия. Эмпирическое многообразие утопий, однако, можно рассматривать как целое. Е. Л. Черткова называла два наиболее общих опознавательных признака утопии: критика существующего общества и утверждение образца желательного общественного устройства. Фатима Виейра обращала внимание на следующий парадокс: «Утопия» Мора была явно связана с «Государством» Платона, и неологизм Мора стал использоваться для обозначения проектов и идеалов, созданных задолго до эпохи Ренессанса (включая мифы о Золотом веке или блаженной стране Кокань). Объясняется это тем, что Т. Мор, не будучи «изобретателем» утопии как идеала, реформировал способ выражения общественного идеала. Кроме того, Т. Мору удалось создать прочную связь между античной и христианской традицией, дополненную концепцией индивидуальной воли, способной изменить жизнь как индивида, так и целого социума. По Дж. Клэйсу, в этом контексте платоновское «Государство» не выходит за рамки схематичной теории об устройстве идеального города, а «О граде Божием» Августина может быть охарактеризован как аллотопия, поскольку его идеал вообще не принадлежит существующей реальности.
В течение XX века была осознана двойственность «утопии» и «утопизма». Лаймен Сарджент описывал её так: «утопия» — это литературный или рациональный проект идеального общества, тогда как «утопизм» — всё разнообразие путей к его построению. То есть утопизм выражается в написании текстов, создании утопических коммун («утопические эксперименты»), проектировании идеальных городов, и т. д. С точки зрения Е. Л. Чертковой, социальный утопизм — это тип сознания, возникший на основе особого понимания и применения утопических идей и поисков:

 Социальный утопизм и утопия имеют общие корни: незавершённость истории, неприемлемость существующего мира и стремление к социальной гармонии. Однако присущее утопии «мифическое» преображение мира вытесняется в социальном утопизме стремлением к его реальному преобразованию в соответствии с предлагаемой моделью, а построение альтернативного идеального мира усилиями мысли и воображения вытесняется революционными методами его преобразования ради осуществления абстрактных принципов. Попытки реализации этого стремления обнаруживают, насколько социальный утопизм далёк как от утопии, так и от реальности.
На протяжении XIX—XX веков понятие «утопия» постепенно приобретало отрицательную коннотацию и превратилось в обиходное обозначение всех сочинений и трактатов, содержащих нереальные планы радикального переустройства общественных отношений. Однако в критическом анализе утопии господствующим направлением, по мнению Е. Л. Чертковой, остаётся сравнение её с научными и социальными теориями, развенчание несостоятельности, а также уличение утопических теорий в несоответствии реальным возможностям общественного развития.

### Пределы «утопического»
В 2004 году Джеймс Мэтью Моррис и Андреа Кросс опубликовали Historical Dictionary of the Utopianism, переизданный в серии «The A to Z Guide». В авторском предисловии констатируется синонимия понятий «утопия» и «утопический» (utopia & utopian), трактуемых, в первую очередь, в их обиходном значении — «любые идеи или схемы, которые в той или иной степени далеки от возможности [их осуществления], но привлекательны в теории». Далее проводится исторический экскурс и делается вывод о невозможности единого определения, которое бы смогло объединить «О граде Божием» бл. Августина и «1984» Оруэлла с общинами хиппи 1960—1970-х годов, «посвятивших себя поиску нирваны в половых излишествах и наркотиках». В результате предлагается шесть руководящих принципов, эмпирически описывающих границы «утопического»:
1. Любой утопист предполагает существование совершенного или близкого к совершенству человеческого сообщества, лишённого базового конфликта[Прим 3], причём такое состояние представляется достижимым для целых наций, обществ и даже всего человечества. При этом совершенное общество предполагается существующим в физическом времени и пространстве, что отличает его от разнообразных религиозных идеалов.
2. Утопия, существуя в сознании её автора, предполагает реализацию, что отличает её от бесплодных мечтаний одиночек и всякого рода маргинальных мыслителей (dysfunctional thinkers).
3. Мыслитель-утопист предполагает пластичность человеческой личности. Рационального и морального воспитания, а также перестройки на данных основаниях законов всего общества и государства достаточно для постепенного или мгновенного изменения существующего порядка вещей.
4. Утопия представляет собой конкретный план или модель (основанный на базе религии, разума или науки). Если применить модель в нужное время, она представит высшую альтернативу настоящему для тех, кто ей последует. С политической точки зрения утопическая модель может быть олигархической, аристократической, теократической или демократической, но в любом случае она обещает мир и справедливость для всех лиц, на которых распространяется. С социальной точки зрения утопизм предполагает улучшенную модель семьи на основе существующей системы родства, но лишённую классовых и гендерных антагонизмов, обеспечивает равенство во всех отношениях. С точки зрения экономики утопическая модель обещает равенство, обеспечение совместных усилий на пути к общей цели и справедливость в распределении общественных благ.
5. Утопия может быть и негативной (dystopia), в этом случае она критикует утопические идеи и схемы, показывая их нежизнеспособность и непригодность для практического осуществления, а также беды для всего человечества в случае реализации утопических идеалов.
6. Утопия — ни в коем случае не эскапизм и не способ совместного и приятного времяпрепровождения. Утопия предполагает реформизм, то есть улучшение тех или иных сфер в общественной, политической или этической жизни или в интересах тех или иных групп и субкультур. Базис любой утопии обязательно включает всеобщность (totality) и перфекционизм, они же свойственны мировидению каждого утописта[27].

### Историография
Фрэнк Мэнюэль в своём фундаментальном обзоре западноевропейской утопической литературы утверждал, что первое аналитическое и историческое исследование утопических проектов представил Аристотель во второй книге «Политики». В соответствующем пассаже упомянуты последовательно Платон, Фалес Халкидонский и Гипподам Милетский. Тем не менее, аналитические работы, в которых рассматривались различные утопические идеалы и соответствующие тексты, стали публиковаться только с 1840-х годов. Одним из первых образцов была книга «Études sur les réformateurs ou socialistes modernes» Луи Рейбо, в которой широко применялся термин utopies sociales именно как обозначение типа. В 1849 году Монтионовской премии был удостоен труд Альфреда Сюдра Histoire du communisme ou Réfutation historique des utopies socialistes. В 1845 году Роберт фон Моль опубликовал аналитический список 25 утопических теорий, начиная с платоновской, обобщённо назвав жанр «государственными романами» (нем. Staatsromane) и обосновал принадлежность этого предмета политической науке. И в дальнейшем публиковались каталоги утопических текстов. К исследованиям утопии и утопизма обращались известные теоретики 1920—1930-х годов (включая Льюиса Мамфорда), но, по выражению Ф. Мэнюэля, преимущественно «это было забивание крышки гроба, осуществляемое с одного конца марксистами, а с другого — фашистами», которые противопоставляли утопиям свои собственные идеологические системы.
В середине XX века фундаментальные исследования утопии и утопизма представили французские теоретики. В 1950 году вышла монография Раймона Рюйе «Утопия и утопии», который попытался дать дефиницию утопического сознания и охарактеризовал полезность утопических проектов в интеллектуальном отношении. Жорж Дюво попытался, по выражению Мэнюэля, «социологизировать» утопию; эти работы были опубликованы после его кончины в сборнике «1848» (1958). Дюво полагал, что для «реалистического» понимания общественной мысли XVIII—XIX веков «путеводители по миру будущего» должны предпочитаться гегельянско-марксистскому историческому детерминизму. В 1961 году вышла книга «Миф об идеальном городе» Роже Мукшели, в которой была предложена сложная типология идеальных городов, а также критика психологического редукционизма Рюйе. В 1967 году вышло первое издание «Истории утопии» Жана Сервье; в этой книге заметно психоаналитическое влияние в прочтении некоторых сквозных символов утопической литературы. В 1972 году была опубликована энциклопедия Пьера Версена Encyclopedie de l’utopie, des voyages extraordinaires et de la science fiction, которую Ф. Мэнюэль охарактеризовал как «дилетантскую».
С 1970-х годов фундаментальные исследования утопии были представлены в англо-американской историографии. В 1976 году левый журналист Мелвин Ласки опубликовал книгу «Утопия и революция», в которой попытался связать теорию и практику утопизма. В 1979 году вышло первое издание «Утопической мысли в западном мире» Фрици и Фрэнка Мэнюэлей; эта монография неоднократно переиздавалась. В 1980 году книга была удостоена Приза Ральфа Уолдо Эмерсона. На рубеже 1980—1990-х годов выходили книги британского социолога и литературоведа Кришана Кумара, посвящённые современным утопиям и антиутопиям, а также перспективам существования жанра в эпоху постмодерна. И в дальнейшем выходили фундаментальные работы, включая «The Cambridge Companion to Utopian Literature» (2010), исследование перспектив утопического жанра, соотношения утопического жанра и науки, и прочего.
В 1975 году в Торонто было основано Общество по изучению утопии, — междисциплинарная организация, координирующая изучение утопизма во всех его проявлениях. Общество проводит ежегодные научные конференции, издаёт журнал Utopian Studies. По мнению Элсины Мэдлейн и Дэвиса Рогана, появление Utopian Studies как отдельной ветви академического знания на Западе, примерно совпадает по времени с созданием Общества по изучению утопии. С 1973 года также издаётся журнал Science Fiction Studies, в котором публикуются исследования утопических текстов.

## Утопии в социально-философском измерении

### Маркс, Энгельс, Каутский и советская историография
Карл Маркс в своих работах провёл чёткий водораздел между социализмом научным и социализмом утопическим. Более того, к моменту создания «Манифеста Коммунистической партии» существовало несколько разновидностей социалистической идеологии, и в «Манифесте» нет фразы, которая бы давала определение общему понятию «социализм». Разделение социалистов на три категории, в том числе утопистов, изначально принадлежало Энгельсу. Развитие данной концепции было представлено в «Анти-Дюринге» Энгельса. В 1880 году разделы «Анти-Дюринга» об истории социалистической мысли были изданы отдельной книгой «Развитие социализма от утопии к науке».
Согласно польскому исследователю Ежи Шацкому, Маркс в определённом смысле был близок к адептам утопии как идеолог, который требовал постоянно оглядываться на образ хорошего общества, чтобы сравнивать с ним существующие порядки и не поддаваться «искушению реформизма». Маркс, выступая против сочинения «рецептов для кухни будущего», тем не менее, вместе с Энгельсом стремился определить принципы, на котором может быть основано хорошее общество. Критика утопизма Маркса и Энгельса сводилась к трём основным вопросам:
1. Утописты конструируют идеальное общество на основе абстрактной идеи, не интересуясь, существуют ли в современном обществе средства и условия, позволяющие надеяться на реализацию выдвинутой идеи. По Марксу, новый мир должен родиться из старого, как формация того же самого общества, результат уже осуществляющихся процессов[43]. «Революционер, скорее, акушер, чем демиург»[44].
2. Утописты выводят образ будущего из абстрактных идей природы, справедливости, равенства, свободы, и проч., без учёта условий и путей формирования будущего и общественных сил, способных претворить идеал в жизнь. Поэтому марксисты стремились разрабатывать теорию революции, нежели описывать её конечные цели и результаты. Утопизм заключается в абсолютизации абстрактных принципов, и требует, чтобы идеал осуществился здесь и теперь. Утописты, прежде всего, — моралисты, которые предпочитали даже обходить вопросы о реализации идеала, чтобы не поступаться его целостностью. Марксизм — технология власти, идеал в этом учении — аспект мировоззрения, а не само это мировоззрение[45].
3. Утопистам свойственна наивная вера в возможность проектирования социалистического строя в мельчайших подробностях. Значительная часть утопической литературы сводилась к созданию замкнутого общества, из которого ничего нельзя убрать, но ничего нельзя добавить. Утописты исходили из того, что человеческая природа есть величина постоянная, поэтому достаточно раз и навсегда установить возможности и способности человека, а далее спроектировать общественную организацию, отвечающую природе в любом отношении. Маркс, будучи в этом отношении учеником Гегеля, настаивал, что при построении будущего общества придётся считаться с потребностями и возможностями, о которых в наши дни можно только догадываться[46].

В советской историографии утвердился тезис об утопическом социализме как одном из источников марксизма. При этом в 1920-е годы получили широкое распространение воззрения К. Каутского, причём его идеи относительно возникновения утопического социализма рассматривались как продолжение и раскрытие тезисов Энгельса, впервые выдвинутых в «Анти-Дюринге», более того, грань между взглядами Энгельса и Каутского проводилась далеко не всегда. Это привело в 1940—1950-е годы к расширительному толкованию понятия «утопический социализм», родоначальником которого был объявлен Т. Мор. Такие оценки повторялись и в дальнейшем: в «Философской энциклопедии» Мор характеризовался как «основатель утопического социализма», а в «Большой советской энциклопедии» он назван его «основоположником». Это узаконивало и поощряло изучение утопистов XVI—XVIII веков, оправдывало издание серии «Предшественники научного социализма». А. Штекли отмечал антиисторический характер дискуссий о времени появления утопического социализма, в который разнобой мнений был громаден — от Античности до начала XIX века:

…Тезис о Томасе Море как родоначальнике утопического коммунизма требовал от его сторонников такого «осовременивания» «Утопии», с которым историку-медиевисту невозможно было согласиться.

### Последователи и оппоненты Маркса

#### Блох, Маннгейм, Маркузе, Поппер
Марксизм оказал существенное влияние на восприятие социальными философами утопии и утопизма в XX веке, даже если мыслители не придерживались этого направления. Эрнст Блох в своей работе «Утопия» 1918 года (и далее — в «Принципе надежды») легитимизировал утопию в качестве универсального феномена бытия. «Философия надежды» Блоха позволяла преодолеть традиционную трактовку утопии как представления об общественном идеале. Утопия распространяется на всю сферу человеческого труда, поскольку каждое произведение искусства и ведущая философская система являются «утопическим окном». Утопия, таким образом, является принципом устройства мира, и принципом познания, и важнейшим мировоззренческим ориентиром, а также выражением продуктивного стремления человека к лучшему. Блох, будучи марксистом, ключевое различие видел между «абстрактными» и «конкретными» утопиями. «Абстрактная утопия», в сущности, есть принятие желаемого за действительное — идея Золотого века, земного рая, и прочего. «Конкретная утопия» предвосхищает будущее, более того, она оправдывает способность человека творить воображаемый мир. Конкретная утопия выражает проблему смысла всей человеческой истории и окружающей её природы. Утопическая реальность — Ещё-Не-Бытие — является «более сильной» реальностью, чем большинство имеющихся. Действительность, по Блоху, представляет собой широко разветвлённое опосредование между настоящим, неокончательным прошлым и возможным будущим. Утопическое — объективно Реально-Возможное — есть неотъемлемая тенденция развития материи. Утопия реально возможна, поскольку будущее присутствует в настоящем и прошлом в свёрнутом виде.
Согласно определению Л. Сарджента, первым крупным социальным теоретиком, который использовал утопию как аспект социальной теории, был Карл Маннгейм. Социология знания Маннгейма исходила из социального происхождения систем мышления, в рамках которых рассматривается пара «идеология» — «утопия». В трактате «Идеология и утопия» (1929) любая идеология показана как апология существующего строя, теоретизированные взгляды класса, который добился господства и заинтересован в его сохранении. Утопии, напротив, — недостаточно теоретизированные и эмоционально окрашенные «духовные образования» угнетённых классов и иных групп, стремящихся к социальному реваншу. По существу, идеологии ничем не отличаются от утопий, поскольку стремятся свою субъективную правоту выдать за вечную истину. С приходом к власти новых социальных сил, их утопия автоматически превращается в идеологию. Маннгейм выделил и четыре идеально-типических формы утопического создания — от «оргиастического хилиазма» анабаптистов, через либеральный гуманизм и консервативную идею к «социалистически-коммунистической утопии». Юрген Хабермас в этой связи писал: «Только Эрнст Блох и Карл Маннгейм в нашем столетии очистили выражение „утопия“ от привкуса утопизма и реабилитировали его как чистую среду для проекта альтернативных возможностей жизни, которые должны быть заложены в самом историческом процессе».
Карл Поппер в своём трактате «Открытое общество и его враги» (1945) постулировал, что утопическое сознание и утопии неизбежно приводят к насилию и тоталитарному строю, считая главной опасностью веру в единственный абсолютный идеал. Утопический идеал базируется на двух предположениях: во-первых, что существуют рациональные методы для обнаружения такого идеала, и, во-вторых, что данный конкретный носитель идеала является его истинным носителем. Позиция Поппера определила исследования утопизма всей второй половины XX века. Пренебрежительное отношение к утопиям продемонстрировали в этом русле Хосе Ортега-и-Гассет, провозгласивший утопизм «ошибкой», тогда как для Арнольда Тойнби создание утопических проектов диагностировало нисходящую стадию цивилизационного цикла. Оппонентом Поппера в отношении к утопии выступил Фредерик Полак, который категорически утверждал, что утопизм является важным элементом любой позитивной социальной теории, и это имеет фундаментальное значение для продолжения цивилизации.
В 1967 году Герберт Маркузе опубликовал запись своей дискуссии с профессорами и студентами Свободного университета Западного Берлина, переведённую в 1970 году на английский язык. Статья «Конец утопии» начиналась со следующих тезисов:

Сегодня мы способны превратить мир в ад, и мы уже на пути к этому. Мы также способны превратить его и в противоположность ада. Это означало бы конец утопии, то есть опровержение идей и теорий, использующих понятие утопии с тем, чтобы выступить с осуждением определённых социально-исторических возможностей. «Конец утопии» также может быть понят как «конец истории» в том смысле, что новые возможности человеческого общества и окружающей его среды нельзя больше считать ни продолжениями старого, ни даже существующими с ними в одном и том же историческом континууме. Скорее, они предполагают разрыв с историческим континуумом; они предполагают существование качественного различия между свободным обществом и по-прежнему несвободными обществами — различия, которое, по словам Маркса, делает всю предшествующую историю лишь предысторией человечества.
В своих рассуждениях Маркузе ввёл дихотомию «утопия — антиутопия»; причём оба понятия связывались им с революционным сознанием, ибо утопии способны уничтожить границу между возможным и невозможным. Утопию Маркузе понимал как идеальное общество, которое будет создано при полной перестройке капиталистического общества. Антиутопичны идеологии, подобные позитивизму, или — парадоксально — марксизму, поскольку они «судорожно хватаются» за возможное, то есть существующий общественный порядок и чрезмерно рациональны. При этом Маркузе парадоксально заявлял, что марксизм — единственная подлинно научная теория познания и преобразования действительности.

#### Религиозная оппозиция утопии и марксизму
Основой критики утопии в философии XIX—XX веков было указание на «искусственность» и холодную рациональность классических утопических проектов. По Е. Шацкому, величайшим произведением антиутопической (в буквальном смысле) литературы были «Записки из подполья» Ф. М. Достоевского, в которых автор высмеял идеи Н. Г. Чернышевского и его романа «Что делать?». М. В. Иванов отмечал, что критика Достоевского и его младших современников и последователей пришлась на тот исторический момент, когда просвещенческая рациональная утопия вызывала всё больший скептицизм, а новое осмысление утопического ещё не появилось. При этом критика утопии с религиозно-философских позиций признавалась им гораздо более глубокой, «чем у авторов вроде Поппера». Религиозная критика утопии исходила из коренных экзистенциальных проблем и стремления к целостному человеку-творцу, противостоящему инструментализации жизни и отчуждению человеческих отношений; особенно это проявилось в теургической эстетике символистов и концепции творчества Н. А. Бердяева. Утопия в данном контексте понималась либо как противоположность религии, либо как «квазирелигия», заимствующая форму христианского хилиазма, но лишённая духовного содержания. Однако Н. А. Бердяев критиковал совершенно конкретную форму, именуемую им утопической — полностью секуляризированный марксизм начала XX века, с его позитивизмом, экономическим детерминизмом и редукционистской социологией. Впрочем, в диссертации М. В. Иванова отмечалось, что марксизм в версии теоретиков II Интернационала до Первой мировой войны «поражал философской примитивностью и теоретической косностью» даже тех мыслителей, которые сами интенсивно развивали марксистское учение, — того же Герберта Маркузе. В мировоззрении Бердяева, помимо теории творчества, близкой современному пониманию утопизма, выделяется эсхатологическая устремлённость. В этом плане ему была близка мысль К. Маннгейма, который определил хилиазм как первую историческую форму утопии. Для Бердяева мистическое учение о добытийной свободе и теодицея выступили как основа его собственного религиозно-утопического проекта, который он сам никогда не признавал утопией. Смысл этого проекта — в духовном преобразовании общества на основе внутренней свободы личности и теургического творческого действия, созидающего новую жизнь и новую культуру.
Немецко-американский теолог культуры Пауль Тиллих с иных позиций подошёл к проблеме утопии. Согласно венгерскому исследователю Иштвану Шею, Тиллих разрабатывал идею Карла Кёрёши о том, что утопия есть поиск чувства блаженства и неограниченной свободы (приводя в пример античные Сатурналии). По Тиллиху, история сама делит утопии на истинные и ложные. Истинный пророк проповедует истинную утопию, которая рано или поздно осуществляется. Лжепророк проповедует искажение действительности. Самое глубокое противоречие между утопией и антиутопией заключается в том, что истинные пророки «проповедуют Божественный приговор над конечными вещами», принося притом тварному миру утешение, а лжепророки возглашают превосходство некоего определённого тварного над прочими творениями. Утопизм существует и развивается в сфере эфемерного; утопию можно трактовать как сон, поэтому утопии неизбежно приводят человечество к катастрофе. По Тиллиху, окончательное и правильное разрешение вопроса о хорошем обществе может дать только Теономия — приближение к Божественному. В этом контексте существует единственная верная утопия, выраженная в трёх желаниях Молитвы Господней. В своё время об этом же писал и Н. Бердяев. Иными словами, П. Тиллих утверждал, что для понимания социального измерения христианства утопия имеет ключевое значение.

### Историзация утопии: Р. Козеллек
Рейнхарт Козеллек пришёл к необходимости введения специальных методологических понятий, названных им «метаисторическими категориями». Первая именуется «пространством опыта», а вторая — «горизонтом ожидания», они образуют особое семантическое поле, которое формирует будущее. «Опыт» рассматривается Козеллеком как современное прошлое, события которого соединяются с настоящим через воспоминания и описание. Ожидание нацелено на «ещё не произошедшее и не ставшее опытом». «Опыт» и «ожидание» постоянно подвержены сдвигам и изменениям во времени. Напряжение между ними «провоцирует» различные варианты новых решений и действий, создавая и оформляя рамки исторического времени. По мнению Козеллека, это наглядно видно на примере прогноза. Вероятностное содержание прогноза обосновывает не то, что кто-то чего-то ожидает (ожидать можно и совершенно невероятного). Вероятность предсказанного будущего выводится из предпосылок прошедшего, обогащённого опытом. Прогноз содержит в себе данный опыт, «пространство» которого формирует определённый «горизонт ожиданий». Ожидание проявляется через надежду и страх, желание и волю, заботу, но и рациональный анализ. «Горизонт ожидания» подразумевает открытие в будущем нового «пространства опыта», пока недоступного.
Козеллек обращал внимание на крайнюю размытость представлений об утопии, которая может быть истолкована в философском, историческом и антропологическом измерении. Исходной точкой в его рассуждении было то, что писатели-утописты неохотно соглашаются на это определение. По аналогии: «Макиавелли не был макиавеллистом, так же как и Маркс не желал быть марксистом». В рамках своей концепции исторического времени Козеллек обращал внимание, что в 1770-е годы произошла метаморфоза, связавшая утопию с философией истории. Традиционно к утопии прилагается обвинение в антиисторизме и нереальности, поскольку в пространственном отношении топос любой утопии — Нигде. Классические утопии (начало которых как жанра Козеллек выводит от Т. Мора) были локализованы в пространстве, стандартными были и методы представления идеала читателю: путешественник высаживался на некий далёкий от Европы берег и обнаруживал там искомую модель общественного устройства, а затем возвращался домой и повествовал о нём. Только в 1770 году Луи-Себастьян Мерсье опубликовал первую утопию, в которой поместил своё идеальное общество в будущее («Год 2440»). Отчасти это можно было объяснить тем, что после открытия Австралии на земном шаре почти не осталось неисследованных пространств и утопии опровергались опытом путешественников.
Утопический перелом конца XVIII века характеризовался и двумя другими аспектами, помимо хронотопа. Авторы-утописты предшествующих веков использовали мотив отдалённого пространства как фактор доверия; вымысел вытекал из «потенциального подтверждения». Поместив утопию в будущее, писатель сигнализировал, что её невозможно наблюдать, то есть подтвердить опытом. Это привело к резкому расширению литературных средств, освобождению от ограничений реальности; вместо утопии возникает ухрония. Приводя в пример роман Мерсье, Козеллек продемонстрировал, как писатель использовал тенденции своей современности для инверсии её в грядущем: в Париже 2440 года распущены монастыри, монахи обзавелись семьями, Бастилия разрушена, а монарх покинул Версаль и стал обычным гражданином. До Великой французской революции всё перечисленное было потенциально мыслимым, но практически не реализуемым «горизонтом событий».
По Козеллеку, утопические повествования о будущем — аналог достижений философии истории. Писатель-утопист, чаще всего, не является историком или хронистом, зато он «продюсер» грядущего, который ищет в неопределённом будущем совершенство. При этом рациональная ухрония противостоит эсхатологии. Утопия того же Мерсье — «наивный проект», выражающий усреднённый набор требований буржуа эпохи Просвещения, который не приемлет аристократизма. Тем не менее, современники осознали революционный потенциал его утопии. После событий 1789 года Мерсье гордился ролью пророка, хотя и не желал замечать революционного террора, который имплицитно тоже присутствовал в его будущем царстве буржуазной добродетели. Эти же тенденции в дальнейшем привели, по Козеллеку, к превращению наивной утопии будущего в антиутопию XX века.

### Утопия либерализма и рыночной экономики: П. Розанваллон
В представлении французского интеллектуала Пьера Розанваллона экономический либерализм, разрабатываемый как теория в XVIII веке, «был не просто выражением требования эмансипации экономической деятельности и высвобождения её из-под власти морали». Либеральная концепция противостояла идее договора, поскольку в основе доктрины лежал образ неопосредованного, саморегулируемого гражданского общества. При этом, по Розанваллону, либеральная перспектива была аполитической в строгом смысле слова, превращая рыночное общество в архетип новой социальности: истинным регулятором всего общества является не политический договор, а рынок. До появления либеральной концепции господствовала идея общественного договора (вершинами в которой были теории Гоббса и Руссо), которая имела две неразрешимых теоретических коллизии. Во-первых, любая теория общественного договора постулирует принцип гражданского мира, но не в состоянии разрешить вопроса о войне и мире между нациями:

Если общественный договор представляет общество как игру с не-нулевой суммой (все стороны выигрывают безопасность и гражданский мир), то отношения между нациями продолжают рассматриваться как игра с нулевой суммой (выиграть можно лишь то, что теряют другие).
Во-вторых, центральным звеном концепции общественного договора является вопрос об институциировании общества, а проблема регулирования общества не является для неё основополагающей. Представление о гражданском обществе как о рынке позволило разрешить эти проблемы, поскольку они происходили из представления об обществе как политическом организме. Теория обмена позволила рассматривать экономические отношения между нациями как игру с положительной суммой, — в отличие от отношений войны. Разрешалась и проблема формирования и регулирования социального: в гражданском обществе потребность и интерес сами управляют отношениями между людьми. В наиболее явном и ярком виде понимание общества как рынка содержалось в трудах Адама Смита. По Розанваллону, Смит — в полном смысле слова «анти-Руссо». В его концепции на первое место выходил полный отказ от политического: не политика, а рынок должен управлять обществом, то есть рынок несёт более чем радикальный социологический и политический смысл. Адам Смит являлся философом, который стал экономистом в процессе осуществления своей философии.
В XVIII веке идея рынка представляла собой альтернативную политическую модель, которая противопоставлялась формальным иерархическим структурам власти. Термин commerce включал в себя всё, что придаёт содержательность социальным связям, вне зависимости от форм власти и авторитета. Среди прочего, doux commerce (приятное общение) часто противопоставлялось жёсткости властных отношений. Это — один из важнейших либеральных топосов, впервые разработанных Монтескьё в трактате «О духе законов» (1748). Последующие авторы надеялись, что эпоха власти, осуществляющей господство, сменится эпохой механизмов обмена, а эра столкновения перейдёт в сферу торгового сотрудничества. До логического завершения эту идею довёл Томас Пейн, объяснив, что цель революций в том и состоит, чтобы ускорить этот переход от управления, основанного на насилии, к обществам, основанным на естественной гармонии интересов. В XIX веке образ саморегулирующегося общества перестал ассоциироваться с экономикой, поскольку капитализм невозможно отождествить с doux commerce. Этот образ присутствует во всех доктринах отмирания политики и «перехода от управления людьми к управлению вещами». По Розанваллону, в этом отношении Маркс — естественный преемник Адама Смита. Либеральные утопии XVIII века и социалистические утопии XIX века отсылали к одному и тому же образу общества, основанному на идеале полной отмены политики. В этом плане «стремление к саморегулирующемуся гражданскому обществу, распространяющееся посредством идеи рынка с XVIII века, до сих пор составляет подоплёку наших экономических и политических представлений».
П. Розанваллон констатировал, что в современном отношении к либерализму есть расхождение: обычно одобряется политический либерализм, основанный на поддержании плюрализма и признания прав и свобод; при этом к экономическому либерализму отношение гораздо более «подозрительное». Тем не менее идея свободного рынка и правового государства ведут происхождение из одного и того же источника протеста: неприятия определённого способа институционализации власти над индивидами. В каждой из этих областей утверждается один и тот же принцип: индивидуальная автономия, основанная на отрицании любых форм абсолютной власти. В этом контексте Розанваллон вводит понятие трёх утопий. Помещённая в общий контекст, утопия рыночного общества неотделима от утопии господства права — естественного дополнения утопии регулирования, лежащей в основе понятия рынка. Третья утопия — антропологическая: «согласно ей, моральный и социальный универсум состоит из абсолютных индивидов, совершенно автономных и суверенных хозяев своей жизни». Утопическое триединство образует так называемый «абсолютный либерализм», причём основы данного проекта были предложены ещё Дж. С. Миллем.

Специализация произведений по дисциплинам может, конечно, служить объяснением того, почему столь редки попытки дать законченное выражение подобного «полного» либерализма, покоящегося на триединой утопии рыночного общества, приоритета прав и радикального индивида. …Утопическое измерение либерализма может быть замаскировано, когда анализируется лишь одна из его составляющих (в самом деле, рынок можно свести к экономической технологии, а торжество права — к практическому способу обеспечить плюрализм и защиту индивидов), но в своём развитом выражении оно выявляет себя со всей очевидностью.

### Утопия и Новый свет
В литературе XX—XXI веков особое место заняла рефлексия Нового Света, его государств и культур как пространства, в наибольшей степени связанных с утопией. Испано-уругвайский писатель Фернандо Аинса описывал это следующим образом:

Напряжение между реальным и идеальным объясняется не только двойственным характером любого утопического дискурса; в равной мере оно проистекает из самой природы расколотой американской идентичности, ориентированной не только на то, что есть Америка в реальности, но и на то, какой она «себя считает» или даже какой она «хотела бы быть».
Указанные смыслы транслировались как на США, так и на страны Латинской Америки. Ожидания от Нового Света подпитывались милленаристским подъёмом XV века, когда в европейской культуре распространились представления о скрытой от мира блаженной стране на краю Земли; эти таинственные острова были как бы «зарезервированы» Всевышним для последующего «осчастливливания исстрадавшегося человечества». В этом плане выход в свет «Утопии» Т. Мора по времени совпал с открытием высокоразвитых аборигенных цивилизаций Америки. Очень быстро на Мексику и Перу были спроецированы черты, приписываемые утопийцам: повседневное изобилие, счастливая жизнь, свобода и равенство. Впоследствии доходило до курьёзов: так, в 1946 году инженер-гидравлик Артур Морган (он также был президентом Колледжа Антиоха) опубликовал книгу Nowhere Was Somewhere: How History Makes Utopias and How Utopias Make History. В основу была положена идея, что древнее государство инков в Перу послужило фактической базой для создания Т. Мором его «Утопии». Существенное воздействие на автора оказала книга французского индеаниста Луи Бодэна «Социалистическая империя инков». Аргументация Моргана была раскритикована именно на том основании, что Писарро впервые высадился на побережье Перу в 1526 году, а в завоёванной испанцами Мексике идеи «Утопии» попытались реализовать ещё при жизни Томаса Мора, без всякой оглядки на местные традиции. Впрочем, Ф. Джеймисон усматривал в аргументации Моргана рациональное зерно.
После создания США на новообразованную страну свободы переносились многочисленные утопические ожидания. Они не исчезли и в XX веке, и в наиболее концентрированном виде Соединённые Штаты как воплощённая утопия были представлены в «Америке» Ж. Бодрийяра (1986). В обеих Америках его тезисы были восприняты очень серьёзно и повторялись множеством авторов. Э. Я. Баталов видел в этом рационализацию существовавшей ещё с колониальных времён веры в светлое будущее Америки и её великое предназначение. С классической утопией эту ситуацию роднит отрицание прошлого или его незнание: ещё Гегель окрестил Новый Свет «страной без истории»; Кейзерлинг назвал его «континентом третьего дня творения», а Ортега-и-Гассет опубликовал «Размышление о молодом народе». Всё это, по Ф. Аинсе, сводилось к единственному аргументу: что было невозможным в Старом Свете, погрязшем в «железном веке», должно стать возможным в Свете Новом. Америка воплощала в себе потенциальный возврат к Золотому веку, к потерянному раю и к земле обетованной; Новый Свет позволял построить идеальное государство. Взрыв утопического проектирования и разнообразных коммун в США XIX века подтверждает эту идею. Между 1865—1914 годами американский континент (не исключая латиноамериканских стран) «вновь превратился в страну Кокань из средневекового фольклора». Пространственная Утопия возродилась в мотивации и «созидательном» духе широких иммиграционных движений конца XIX — начала XX веков, причём в контексте мифа о Новом Свете как земле обетованной. В скором времени этот мотив трансформировался в национальных литературах Аргентины, Парагвая, Венесуэлы и Бразилии.

### Постмодерн и современная утопия
В докладе «Поэзия и современность» (1984), посвящённом 70-летнему юбилею Октавио Паса, бразильский поэт Аролду ди Кампуш задавался вопросом, не следует ли вместо термина «постсовременность» употреблять термин «постутопия»? Кампуш констатировал, что авангард выдохся, а утопия завершилась; однако это ни в коей мере не означает конца современной эпохи. Ибо «разрыв с прошлым», на который всегда ссылаются, провозглашая завершение современной эпохи, в действительности являлся составной частью всей истории современной мысли, изначально отождествлявшей себя с понятием изменчивости. В. А. Чаликова уточняла, что главной трудностью исследования утопического мышления состоит в размывании предмета по мере возникновения новых подходов к антропологической сущности человека. Согласно наиболее крайним мнениям, утопия становится в значительной степени антропологией, поскольку антрополог изучает общественное сознание и мифы, а общественное самосознание конституируется в терминах мечты и идеала. Согласно Е. Шацкому, позитивные утопии перестали создаваться в первой половине XX века, и весьма затруднительно указать произведения, которые изображали бы тотальное совершенство технотронного общества, «обещая решение всех возможных проблем». Одним из немногих исключений, согласно его мнению, является роман «Уолден Второй» Б. Скиннера, вышедший ещё в 1948 году. Тот же Е. Шацкий, рассматривая протестные движения 1960-х годов, отмечал, что глубинные истоки молодёжных движений напоминали классические утопические, но имели существенное отличие. Для его описания он ввёл дихотомию «дионисийской» и «аполлоновской» утопии (по аналогии с дихотомией культур Ф. Ницше). Классическая — аполлоновская — утопия искала правила, порядка, умеренности и старалась установить гармонию на основе неизменных принципов. Новая утопия устраняет любые принципы и провозглашает «триумф свободы и непосредственности». Иными словами, это утопия человеческой самореализации. К аналогичным выводам пришёл в те же годы Ф. Джеймисон. В указанном контексте Ф. Аинса декларировал «реконструкцию утопии».
Американский литературовед и марксистский теоретик Фредрик Джеймисон в 2005 году подытожил свои исследования в монографии Archaeologies of the Future: The Desire Called Utopia and Other Science Fictions. Книга была посвящена роли утопического вымысла и проектирования в происходящих системных изменениях в мире гегемонии капитализма; причём первая её часть была написана заново, а во второй были переизданы статьи на тему утопии, которые автор выпускал начиная с 1973 года. Джеймисон, разделяя скептицизм исследователей в отношении ценности утопизма в мире после Холодной войны, теоретизировал в первую очередь о том, что сохранилось от связи между утопией и социализмом. Выводы его сдержанно оптимистические: утопическая форма выражения, как то доказывает публицистическая и художественная литература, вполне жизнеспособна и имеет политический потенциал. Джеймисон следует логике Дарко Сувина, считая утопию «социоэкономическим поджанром» фантастической беллетристики.
Согласно Джеймисону, утопия производит эффект «когнитивного отчуждения» (термин Д. Сувина), поскольку оперирует узнаваемыми структурами знакомого мира (правительство, обычаи, речь, даже географические топосы), подвергает те или иные реалии инверсии. Однако мыслитель полагает, что воскрешение утопии как образа совершенного общества или идеального проекта бессмысленно, поскольку проистекает из чрезмерно упрощённого понимания утопии. Джеймисон полагает, что утопизм может быть прочитан и как мыслимая нейтрализация мирового капитализма. В мире XXI века только утопия оказывается в действенной оппозиции к «концу истории», то есть имплицитной уверенности в отсутствии исторической альтернативы либерализму и капитализму, поскольку все альтернативные системы оказались нежизнеспособны. Утопическая оппозиция капитализму является диалектическим процессом и политическая стратегия выражается в виде антиутопии. Двойное отрицание указывает на необходимость разрушения антиутопических идеологий, которые порождены капитализмом. В этом плане негативная утопическая литература исполняет важнейшую критическую функцию. Научная фантастика несёт мощный политический заряд (побуждая читателя фантазировать на тему альтернативных социальных систем), в отличие от распространившегося магического фэнтези, но совершенно не обязана быть действительным агентом уничтожения капитализма или хотя бы точным прогнозом, как это может произойти.
Огромный прогресс генетических исследований породил своеобразную форму либеральной биологической утопии, которая привела к определённой полемике после выхода в свет книг Фрэнсиса Фукуямы «Наше постчеловеческое будущее» и Грегори Стока «Redesigning Humans». Р. Эшкрофт (Имперский колледж Лондона), подытоживая результаты данной полемики, делал три вывода. Во-первых, использование технических достижений для вмешательства в биологическую природу человека может, в зависимости от политических или моральных предпочтений, рассматриваться и как утопия, и как антиутопия. При этом — особенно в случае с Фукуямой, — действующие политические лидеры не имеют собственных мнений и предпочтений в сложившейся ситуации рыночного либерализма и пассивно «плывут по течению». Во-вторых, как у любого утописта, построения Фукуямы и Стока в большей степени выражают личные политические взгляды автора, чем описывают открывающиеся возможности будущего развития. В-третьих, биомедицинские или биоэтические утопии несут важнейший утопический посыл — надежду на лучшее будущее, а не только инверсию настоящего. При этом адекватную критику вмешательства в геном не может предоставить ни рыночный либерализм, ни консервативная в своей основе государственная власть.

## История

### Предыстория: Античность и Средневековье

#### Античность
Исследователи западноевропейской утопии почти единогласно заявляют, что утопический жанр как таковой впервые возник именно на Западе. Ф. Мэнюэль писал, что истоки утопизма следует, во-первых, изыскивать в мифологии семитских народов III тысячелетия до н. э. и их представлений о Рае, а, во-вторых, в авторских мифах Платона и его же представлениях об идеальном полисе. «Утопия — гибрид, порождённый райской потусторонностью иудейской и христианской религии и греческого мифа об идеальном городе на земле»; закономерно, что это слияние произошло в эпоху Ренессанса, обуреваемую идеей «эллинизации христианства». Отдельные мифологемы и произведения более раннего периода могут быть классифицированы как утопические, но непрерывная традиция утопической литературы существует только от эпохи Ренессанса и Реформации.
Фрэнк Мэнюэль утверждал, что «греки были наделены щедрым даром утопической фантазии», однако то, что можно характеризовать как древнегреческую утопию, было лишено единого канона так же, как не существовало единого жанра и его обозначения. Такие взгляды и постулирование отсутствия утопии у римлян стали традиционными в историографии XIX—XX веков. Одним из немногих исключений была монография Р. Пёльмана Geschichte der sozialen Frage und dos Sozialismus in der antiken Welt. Ю. Г. Чернышов писал по этому поводу следующее:

…В античности, как и в новое время, [политическая] утопия отнюдь не всегда ограничивалась сферой чистой теории, оказывая определённое влияние на реальную политическую практику. Во-первых, те из авторов таких проектов, которые могли хотя бы косвенным путём влиять на управление государством (в Риме к их числу можно отнести, например, Цицерона, Сенеку, Плотина), стремились по возможности хотя бы частично воплотить свои идеалы в жизнь, содействовать их испытанию на практике. Такие эксперименты, как правило, заканчивались неудачами.
В греко-римской литературе легко найти набор сюжетов и топосов, которые с эпохи Возрождения стали неотъемлемой принадлежностью утопического жанра. Древнейший базовый сюжет — миф о Золотом веке — был изложен в эпических поэмах Гесиода и впоследствии усвоен Овидием. Также существовал миф о блаженных (богоизбранных) народах. Самыми известными из них были фиакийцы, гипербореи, эфиопы и лотофаги. Их образ жизни был схож с образом жизни людей Золотого века, но, в отличие от тех, они были гораздо более цивилизованными: у них были города, царские дворцы, правительство и знать. А феаки были превосходными мореплавателями. С этими мифами была тесно переплетена пасторальная или буколическая поэзия, расцвет которой пришёлся на эпоху эллинизма. В этом жанре органически сочетались эротические темы и восхваление естественного бытия на лоне природы; главным мотивом была идеализация жизни селян. Яркими примерами является творчество Феокрита, Мосха и Биона, а в латинской литературе — вергилиевы «Эклоги», живописующие Аркадию. В эпоху Ренессанса жанр возродился, процветал в эпоху барокко и дошёл до логического завершения во французской придворной культуре XVIII века.
В эпоху Римской империи возник характерный для последующих утопий мотив пространственного или хронологического барьера, отделяющего идеальное сообщество от современности. Несмотря на то, что государствообразующий римский миф идеализировал и сам Вечный город, и римское прошлое, эта идеализация не носила абсолютного характера. Идеальное общество могло быть помещено на экзотические острова, распространено на отдалённые страны и народы. Увлечение «островными» сюжетами отмечается, например, в сочинении Диодора Сицилийского: именно в его пересказе дошли знаменитые «географические» утопии — описание острова Панхайя Эвгемера и Солнечного острова Ямбула. Пятая книга Диодора целиком посвящена островам, многие из которых наделены идеальными чертами. Ю. Чернышов отмечал, что почти одновременно с «Исторической библиотекой» был создан XVI эпод Горация с призывом покинуть гибнущий в гражданских распрях Рим и бежать на лежащие далеко в Океане «острова блаженных». Явно утопическим представляется остров Тапробана, описанный Плинием Старшим: на острове правит выбранный в цари милосердный старец, наделённый ограниченной ненаследственной властью, там нет ни рабов, ни судебных тяжб, цены на хлеб всегда одинаковы, общественные богатства намного превышают богатства частные, островитяне не спят утром допоздна, и средняя продолжительность их жизни достигает ста лет (HN. VI. 84—91). В XVII веке именно на Тапробану поместил свой «Город Солнца» Томмазо Кампанелла.

#### Идея Рая и хилиазм
Несмотря на то, что концепция земного рая может быть прослежена в шумеро-аккадской мифологии, в современной утопической мысли она появилась через иудейские писания. Слово «рай» в канонических текстах Танаха не использовалось, а распространение концепции царства не от мира сего, в котором можно получить воздаяние за праведность в подлунном мире, обычно относится к периоду Вавилонского пленения. Представления такого рода, возможно, имеют параллели в зороастризме, смутные представления о котором были доступны в средиземноморском мире через описания Геродота и Плутарха. Персидское слово «парадиз» для обозначения Рая появляется в еврейских неканонических текстах, а в греческой литературе — в «Анабасисе» Ксенофонта и затем — в Септуагинте, переводе еврейской Библии на греческий язык. По мере христианизации античного мира термин вошёл в греческий и латинский языки как для обозначения Эдемского сада, так и грядущего Царства Небесного. Эти термины никогда не использовались в раввинской литературе и составленном позднее Талмуде. Иерусалим занимал центральное место в жизни и религии иудеев, и весьма рано был связан с идеализированными образами Давида и Соломона и Храмом, который символически воплощал всё перечисленное. Однако в некоторых талмудических преданиях о грядущем Мессии и Его днях содержатся пассажи, вполне сопоставимые с античными представлениями о Золотом веке. Концепция милленаризма — как неканонически иудейского, так и раннехристианского, — оказала существенное влияние на развитие утопического сознания.
Отделять античные, иудейские и раннехристианские воззрения друг от друга совершенно невозможно, поскольку на рубеже нашей эры происходило их активное взаимодействие. Ю. Г. Чернышов подчёркивал использование идеала Золотого века в официальной эллинистической и римской имперской пропаганде; это закономерно приводило к его обыгрыванию в литературных описаниях. Однако идея Золотого века подготовила в недрах «язычества» почву для последующего распространения раннехристианского учения о грядущем счастливом «тысячелетнем царстве». Помимо Сивиллиных книг, об этом позволяет судить трагедия «Октавия», где в уста Сенеки вкладывается эсхатологическое пророчество о наступающем ныне (то есть при Нероне) «последнем дне мира» (nunc adest mundo dies supremus); в этот день падение небесного свода раздавит нечестивый род, чтобы опять родился новый, лучший род и возродилось то, что было когда-то при царствовавшем в юных небесах Сатурне (Oct. 403—407). Аналогичные идеи легко обнаружить в Откровении Иоанна Богослова и раннехристианских апокрифах, и даже в других новозаветных текстах. Очевидное сходство христианского учения с языческими текстами привлекло уже ранних Отцов Церкви, и в результате IV эклога Вергилия изображалась как вдохновлённое свыше пророчество о рождении Христа, а по поводу Второго пришествия Лактанций писал, что земля тогда станет плодородной, по ней потекут реки вина и молока, звери станут ручными, — словом, наступит то, о чём поэты говорят, что это было в царстве Сатурна (Lact. Div. inst. VII. 24; Iren. Adv. haer. V. 33; Tert. Adv. Marc. III. 25).
В Византии античный (платоновский) общественный идеал получил своеобразное преломление, наложившись на хилиастические представления: царство добра и справедливости будет установлено на Земле после второй парусии. Однако в русле этих же представлений придворная иерархия Константинополя рассматривалась как своего рода проекция небесной иерархии на земле, и тем противопоставлялась монастырским порядкам. У Феофилакта Симокатты встречается античный по происхождению мотив противопоставления развращённых цивилизацией людей и непросвещённых, но чистых душою варваров на окраинах Ойкумены. Прежде всего, это касалось славян. Ранее, в «Лавсаике» Палладия Еленопольского общины брахманов Индии приводились как образец идеального общежития. В ранневизантийскую эпоху, так же, как и в Римскую, политическая пропаганда использовала утопические мотивы. Примерами являются панегирики Стилихону, написанные Клавдианом. В эпоху Комнинов и Палеологов подобного рода мотивы периодически возникали в византийской литературе: так, у Никиты Хониата правление Андроника Комнина представало как истинный Золотой век, царство закона и государя-труженика.

#### Монастырь, вечный мир и Утопия
По мнению Ф. Мэнюэля, средневековое монашество оказало существенное влияние на идеологию и практику раннего западного утопизма. Как минимум, двое из классиков утопического жанра — Томас Мор и Томмазо Кампанелла — были глубоко вовлечены в структуры и идеалы монашеской жизни. Утопизм роднит с монашеством первоначальный импульс отделить себя от существующего несовершенного мира и пытаться выстроить островок иного мира в затворе. Перфекционизм также объединяет поиски утописта и монаха-аскета. Примечательно, что идеал монастыря оказал влияние даже на идею «Новой Атлантиды» Фрэнсиса Бэкона — одного из наименее затронутых христианством утопистов, так же, как и на идею фаланстеров Ш. Фурье, которые на его рисунках напоминают аббатства. В принципе, формы средневековых и нововременных монашеских практик столь же разнообразны, как и утопические проекты. Многие утопические проекты и монашеские общины роднило ощущение угрозы «заражения», исходящей от внешнего мира. Образ жизни утопийцев Т. Мора и соляриев Кампанеллы сродни монашескому — он ограничен лишь крайне необходимым и упрощён насколько возможно. Одной из важнейших монастырских практик является регулярный распорядок богослужений, маркирующих индивидуальную молитву, чтения, а также общественно полезные работы в течение шести часов в день (в Бенедиктинском ордене). Аналогично выстраивался образ жизни утопийцев Мора. Равным образом, идеальный монастырь не имеет истории и не ведает прогресса. По преданию, Св. Бернард отверг улучшенную систему мельницы.
По Ф. Мэнюэлю, монастырский мистицизм начиная с XII века породил непрерывную цепь утопических проектов, направленных на прозрение будущего и реализации Царства Божьего на Земле. Восходили эти идеи к аббату
Иоахиму Флорскому, который своё учение изложил в богословских сочинениях, особенно «Согласовании Ветхого и Нового заветов» и «Комментария к Откровению Иоанна Богослова», «Десятиструнной Псалтири», и других. Учение Иоахима позднее легло в основу деятельности секты апостольских братьев — Сегарелли и Дольчино, а впоследствии оказало и некоторое воздействие на вождей Реформации и просуществовало примерно до XVII века, — явно отразившись во взглядах Кампанеллы. Учение Иоахима было теологией истории: исторический процесс устроен Богом так, чтобы через его изучение можно было постичь Троичность. Хотя Отец, Сын и Дух Святой суть единый Бог, действия по отношению к творению характерны для каждого из Лиц. Поэтому история делится на 3 эпохи (лат. status). Процесс мировой истории Иоахим Флорский понимал как поступательное движение к духовному совершенству, происходящее под водительством трёх Лиц Пресвятой Троицы поочерёдно. В одном ряду с трудами Иоахима можно поместить «Книгу о Любящем и Возлюбленном» Раймунда Луллия, написанную в 1283 году, но опубликованную только в 1521. В этом тексте речь шла о вымышленном святом Папе Римском и изображалось идеальное апостольское государство. Эти идеи оказали сильнейшее воздействие на Пьера Дюбуа, который изобразил идеальную христианскую республику в трактате «О возвращении Святой Земли» (1319). Дюбуа предложил устроить всеобщий съезд прелатов и владетельных князей под руководством Папы, чтобы установить всеобщий мир. В эпоху Ренессанса, Контрреформации и даже Просвещения эти идеи периодически всплывали в разных контекстах. Они выразились в трактатах «О всеобщем согласии» Гийома Постеля (1544), «Новый Киней» Эмери де ла Круа (1623) и Projet pour rendre la paix perpetuelle аббата Сен-Пьера (1713). Кульминацией этой тенденции (по выражению Ф. Мэнюэля) стал сугубо светский философский трактат Иммануила Канта «Вечный мир» (1795 года).

### Утопии эпохи Ренессанса
Ренессансный гуманизм, чей расцвет пришёлся на XV век, привёл к подъёму греческих штудий в интеллектуальных центрах Европы. Знакомство с наследием Платона сформировало альтернативные взгляды на моральные и теологические проблемы, в которых католическая церковь стремилась не допустить разномыслия. Переводы Платона на латинский язык (выполненные Леонардо Бруни в 1414—1437 годах, причём «Государство» он категорически отверг) привели к осознанию противоречия с учением Аристотеля, которое к тому времени около 200 лет являлось составной частью христианской культуры. «Государство» было переведено Пьером Кандидо Дечембрио, пожелавшим узнать, за что Аристотель критиковал своего учителя в «Политике». Полный корпус платоновских текстов в латинском переводе был опубликован Марсилио Фичино в 1484 году, вызвав дальнейшие переводы на новоевропейские языки, в том числе французский и английский. Ранние гуманисты, в общем, отвергали платоновское «Государство», однако некоторые его идеи соотносились с монашеским средневековым идеалом. «Четыре книги против Платона» Виссариона Никейского стали одной из первых печатных книг, увидевших свет в Риме, в 1469 году. Комплексное знакомство образованных европейцев с платонизмом привело передовых мыслителей своего времени к осознанию пределов христианской этики. Своеобразной утопией было учение византийского учёного Плифона, с его проектом возрождения античного платонизма и языческой религии. Его трактат «Законы» был частично уничтожен патриархом Геннадием Схоларием, но оказал огромное влияние на итальянских гуманистов. Существует обоснованное мнение, что с трудами Плифона прямо или опосредованно был знаком и Томас Мор.

#### «Утопия» Томаса Мора
«Утопия» Томаса Мора была попыткой примирить две гуманистические традиции — тяготеющей к средневековой латинской культуре и античной — грекоязычной. При этом Дж. Смит отмечал, что несмотря на издание корпуса переписки Мора и некоторых рукописных материалов, очень сложно оценить авторский замысел и историю создания образцовой утопии. Первые пять изданий «Утопии» (выпущенные в 1516—1519 годах) отличались друг от друга. Примечательно, что современники по-другому воспринимали сочинение Мора, поскольку первые переводы на новоевропейские языки (немецкий — 1524 года, итальянский — 1548-го, и французский — 1550 года) полностью игнорировали сатирико-обличительную первую книгу, превращая социально-политический роман в описание острова Утопия как таковое, что и стало потом нарицательным наименованием и книги, и жанра. Примечательно, что английский перевод «Утопии» вышел в свет в 1551 году, а латинский оригинал на родине автора был напечатан лишь в 1663 году. Из этого следует, что «Утопию» следует рассматривать как европейское литературное событие, а не английское. На это указывает предисловие к изданию 1551 года, посвящённое Уильяму Сесилу, в котором Мора-«паписта» обвиняют в «слепоте к истинному свету Евангелия». То есть в первую очередь современники понимали «Утопию» в контексте Контрреформации. Новый перевод 1680 года, выполненный епископом Бернетом, представлял Мора как «протестантского реформатора-авангардиста» (прокатолическая партия была сильна в стюартовской Англии). Переиздание перевода Бернета 1743 года было снабжено подзаголовком «философский роман». К середине XIX века моровская «Утопия» стала рассматриваться как фундаментальный источник социализма. Последняя тенденция в наиболее крайнем виде воплотилась в Советском Союзе, когда в 1918 году имя Мора было помещено на обелиске в Александровском саду в числе 18 основоположников коммунистической идеи. В известном смысле источником последней тенденции выступил сам Карл Маркс, упомянув Т. Мора в письме к Вере Засулич.
Интерпретация «Утопии» крайне усложняется принципиальной эклектичностью текста, который нёс в себе элементы мистификации, юмора и языковой игры, а также сильное греческое влияние, опосредованное цитированием латинских авторов (включая Саллюстия), которые были носителями не платонических, а стоических взглядов. В описании протагониста — Рафаэля Гитлодея — утопийцы исповедуют, скорее, эпикурианские ценности. По словам М. Лесли, в наши дни можно интерпретировать «Утопию» в терминологии Фуко как «гетеротопию», поскольку Мор играет и с языком, и со смыслами, затемняя их для читателей. Ф. Джеймисон предложил вернуться к буквалистскому прочтению текста, помня о дружбе Т. Мора с Эразмом: несмотря на ортодоксальность позиций англичанина, он не мог не знать о протестантских веяниях своего времени, более того, относился к ним с известным интеллектуальным энтузиазмом. Джеймисон выделил в «Утопии» четыре главных смысловых элемента и источника смыслов: античная Эллада, латинское Средневековье, Новый Свет и протестантизм.

#### Миссионеры — последователи «Утопии»
И ренессансные современники, и критики эпохи модерна и постмодерна замечали в «Утопии» Т. Мора сильнейшую обусловленность традиционными общинными структурами и моделью монастыря. Последнее сыграло ключевую роль в реализации утопических моделей в только что открытом испанцами Новом Свете. Середина XVI века известна в историографии как «Золотой век индейской церкви». Идеи социального католицизма первых испанских миссионеров (Монтесиноса, Кордовы, Лас Касаса, Сумарраги, Томаса де Сан-Мартина, Торибио де Бенавенте и Бернардино де Саагуна) воспроизводили именно модель «Утопии». Как Т. Мор утверждал, что утопийцы обрели дух истинного первохристианства, так и монахи нищенствующих орденов подняли полемику вокруг колониальной экспансии и рабства индейцев, ставшую одной из центральных тем этической мысли в Испании XVI века. Миссионеры утверждали, что обрели в Америке дух истинного христианства, и на примере обращения индейцев можно смоделировать обновление всей Римско-католической церкви. Для испанских миссионеров было характерно и сильное влияние эразмианства: вдалеке от европейских пороков возможно противопоставить военным походам, порабощению туземцев и разграблению природных ресурсов — возможность справедливого эгалитарного общества. Бартоломе де лас Касас начал свой эксперимент «Царства, именуемого Истинный мир» (Vera Paz) в 1537 году, — это было создание миссионерских «заповедников» на периферии испанских владений, где устанавливалась автаркия. Ф. Аинса полагал пример Лас Касаса уникальным для эпохи — он стремился сохранить естественную свободу туземцев, разрабатывая правила и инструкции — «противоядия» от зол испанской колонизации. В общинах Лас Касаса были установлены нормы работы и досуга: работники рудников, землепашцы и ремесленники должны были чередовать два месяца труда с двумя месяцами отпуска; был запрещён детский труд. Доходы общины складываются в общую кассу и распределяются демократически, были приняты и меры для ухода за бедными и больными. Лас Касас также стремился привлечь в свои общины испанских крестьян с семьями, рабочим скотом, орудиями труда и семенами, чтобы их католическая вера и умения могли соединиться с добродетелями индейцев, в перспективе — и через смешанные браки.
Епископ Мичоакана Васко де Кирога разработал оригинальную утопическую доктрину, основанную как на «Сатурналиях» Макробия, так и «Утопии» Мора в версии Гийома Бюде. В своём «Завещании» он писал:

Здешний мир окрещён Новым Светом не просто так, но по весьма веским причинам: он Новый не оттого, что в нём нашли что-то новое, но оттого, что касательно людей и почти во всём прочем подобен он миру первых дней Творения и золотого века, каковой по злокозненности и великой алчности нации нашей стал веком железным, и даже ещё того хуже.
Васко де Кирога утверждал, что остров Утопия находится в Новом Свете, и здесь утверждены три божественных принципа:
1. равенство между людьми;
2. «решительная и стойкая любовь к миру и спокойствию»;
3. «презрение к золоту и серебру».

Божественное Провидение, устроившее в Америке государство и попустившее её открытие европейцами, имело целью обновить пришедший в упадок христианский мир. Построение в Америке идеального государства есть обязательное условие нравственного и физического спасения аборигенов. Свой эксперимент с созданием самоуправляемых индейских общин епископ начал ещё в 1532 году, и он продлился около тридцати лет — до самой кончины де Кирога. Позднее аналогичный эксперимент начал Орден иезуитов в Парагвае (начиная с 1609 года), также попытавшись «воскресить прекраснейшие дни раннего христианства». Южноамериканская теократия, однако, в большей степени испытывала на себе влияние «Государства» Платона, и, отчасти, «Города Солнца» Кампанеллы. В начале XX века в среде социалистов был популярен образ «коммунистического государства» иезуитов. Однако идея миссионеров о превращении Америки в «контр-Европу» затрагивала интересы Испанской империи и политики абсолютизации и централизации, что и привело к падению орденских теократий.
Протестантский мир не остался в стороне от утопических тенденций описанного вида. В созданных в XVIII веке
«Великих деяниях Христа в Америке» («Magnalia Christi Americana, or The Ecclesiastical History of New England», 1702) Мэзера и писаниях Анны Ли открытие Америки трактовалось как открытие нового Ханаана или Эдема, в котором непременно будет создано Царство Божие на Земле.

#### Католические и протестантские утопии позднего Ренессанса
«Утопия» Мора произвела огромное впечатление на итальянских гуманистов. В 1552 году, через четыре года после выхода в свет перевода, Антон Франческо Дони опубликовал собственную утопию I Mondi celesti, terrestri, et infernali, de gli accademici pellegrini («Учёное путешествие в миры небесные, земные и адские»). Она была написана в форме диалога между Мудрецом и Безумцем, который посетил идеальный город, построенный в форме звезды. Многие высказанные Дони идеи — особенно свободной любви и ликвидации института брака — привели к популярности трактата, выдержавшего множество итальянских и французских изданий. В 1561 году оригинальная «Утопия» (в переводе Ланди) была включена в антологию Франческо Сансовино «XVIII книг о монархиях и республиках древности и современности». Тот факт, что Томас Мор принял мученическую кончину во славу католической церкви, привёл к признанию авторитета его трактата в век Контрреформации; «Утопия» очень нравилась кардиналу Беллармину. Традицию продолжило «Восхождение на Парнас» (Ragguagli di Parnaso) Траяно Боккалини; трактат вышел в 1612 году и выдержал 25 переизданий.
Практически одновременно с «Утопией» Т. Мора в Италии произошло возрождение буколического жанра, начатое «Аркадией» Саннадзаро (опубликована в 1502 году). Сращивание буколического воспевания изначальной чистоты мира было неотделимо от критики существующих порядков, что отразилось в послании Спенсера Уолтеру Рэли (соединившего мотивы английских сказаний о фэйри с «Утопией») и романе «Аркадия» сэра Филипа Сидни. По-видимому, литературная традиция буколики сильно воздействовала на комплекс легенд о стране Кокань, распространённый в Англии и Франции. Буколика и рыцарский роман оказали существенное влияние на испанскую литературу, прежде всего «О презрении ко двору и восхвалении сельской жизни» Гевары (опубликован в 1591) и утопических главах «Дон Кихота» Сервантеса. Все перечисленные тексты отличаются следующими сходными мотивами: авторы буколик и утопий стремились избавить человечество от печати первородного греха. В земном измерении это можно сделать, заставив отказаться людей от гордыни, для чего следует создать социальную систему со строгим социальным контролем и принципиально иным образованием, которое уничтожит частную жизнь и частную собственность, а также идею личных интересов, заменив их на служение общему благу. Своеобразный контраст составляла утопия Телемского аббатства из романа Ф. Рабле, в которой во главу угла была поставлена абсолютная свобода желаний индивидуума (Гаргантюа в романе являлся королём Утопии). По мнению Николь Пол, идея Телемы предвосхитила либертарианство де Сада, но была при этом не менее тоталитарной, чем власть архонтов в «Утопии». Намного радикальнее была написанная почти столетием ранее лютеранская «Вольфария» (New Statuten, die Psitacus gebracht hat uß dem Land Wolfaria) Иоганна Эберлина фон Гюнцберга. Следуя его заветам, Каспар Штиблин в 1552 году выпустил в свет антикатолическое сочинение Commentariolus de Eudaemonnensium Republica, в котором описывалась расположенная по соседству с Утопией страна Макария. Однако, в отличие от Т. Мора, Штиблин был пронизан духом хилиазма и много писал о загробном мире и воздаянии.
В первой трети XVII века почти одновременно увидели свет две сходные по мотивации и содержанию утопии, чьи авторы представляли собой два политических и идеологических полюса Европы: «Город Солнца» Томмазо Кампанеллы (первое издание 1623) и «Описание республики христианополитанской» Иоганна Андреэ (1619). Оба автора рассматривают человеческую природу как глубоко греховную, которую необходимо исправлять через образование и социальную инженерию. Однако многие современные исследователи полагают, что идеи «Города Солнца» восходили к проекту мятежа и устроения теократической республики в Калабрии, разработанному братьями ордена доминиканцев. Кампанелла, спроектировав общину, воспринимаемую её сочленами как единый организм, в известном смысле предвосхитил метафорическое использование Гоббсом образа библейского Левиафана. При этом Город Солнца Кампанеллы — теократия, власть священников в которой распространяется даже на сферу человеческого воспроизводства. Лютеранская утопия Андреэ основана на принципах рационализма, порядка и тотального социального контроля, который подчёркивается геометрическими формами идеального города. Содержательно утопия исчерпывается девизом Христианополя — «Мы пришли от свободы к благу». В центре города — коллегиум, то есть это утопия интеллектуалов, в которой образование занимает фундаментальное место в формировании умственно и морально исключительных сограждан.

### Утопии эпохи Просвещения

#### XVII век
Подавляющее большинство утопических текстов, созданных в XVI—XVII веках, сочетали мотивы далёкого путешествия и робинзонады. Эти мотивы также были унаследованы от средневековой традиции, выраженной в «Житии святого Брендана», «Письме пресвитера Иоанна»; средневековые и ренессансные карты мира (лат. mappae mundi) включали неведомые земли, включая Эдемский сад, Фулу, Острова блаженных и землю «Хи-Бразиль». Параллельно в эпоху Ренессанса распространялась традиция помещать воображаемые миры на небесных телах, прежде всего, на Луне. Это было развитие «Икаромениппа» Лукиана. Возродил эту традицию Иоганн Кеплер, чья лунная фантазия «Сон» была опубликована посмертно в 1634 году. В этом тексте проводилась апология коперниковой Вселенной и возможности межпланетных путешествий и жизни вне Земли. В 1638 году епископ Фрэнсис Годвин опубликовал первый английский фантастический роман «Человек на луне» и «правдивый рассказ» о путешествии испанца Доминго Гонсалеса. На Луне описывается государство, в беседах с жителями которого протагонист критикует земные порядки. По-видимому «Государства и империи Луны» Сирано де Бержерака (1657), были выполнены в русле той же самой традиции. Лунные мотивы были очень популярны и в литературе XVIII века; к этому жанру принадлежат «Микромегас» Вольтера (1752) и «Икосамерон» Казановы (1788), а также «Новейшее путешествие, совершённое в городе Белёве» (1784) Василия Лёвшина.
По наблюдениям Н. Пол, между 1620—1638 годами утопический жанр, по крайней мере, в Англии, претерпел существенный сдвиг, связанный как с социально-экономическими переменами, так и историзацией восприятия времени. Так начался процесс перехода от собственно утопий (пространственно-географических фантазий) к ухрониям — утопиям, топос которых помещён в иное время. Существенную роль в переходе сыграла именно попытка реализации утопической политики в реальной действительности — основание пуританских колоний в Северной Америке и риторика божественного права в политических декларациях короля Якова I. С точки зрения Н. Пол, это уже не утопизм, а ранний колониализм, меркантилизм и начатки научной революции (в труде Ф. Бэкона «О достоинстве и приумножении наук» 1605 года). Неоконченная утопия Бэкона «Новая Атлантида» (опубликована в 1627 году в составе Sylva Sylvarum, or Natural History), по-видимому, является первой в подлинном смысле научной утопией. Описанный Бэконом «Дом Соломона» стал образцом для первого научного общества в Лондоне — Незримой коллегии, а затем и Королевского общества. Утопизм 1640—1660-х годов определялся теми же тенденциями, в первую очередь, это были кружки пансофистов, группировавшиеся вокруг Яна Амоса Коменского, Сэмюэля Хартлиба и Гэбриэла Плеттса. Хотя пансофисты считаются основателями современного научного знания и учёных сообществ, их деятельность инспирировалась проектом восстановления изначальной божественной мудрости, утраченной человеком после изгнания Адама из Рая.
События Английской революции прямо повлияли на развитие утопического жанра. Так, Плеттсово «Описание знаменитого королевства Макария, демонстрирующее превосходное правительство» (1641) и «Новая Солима» Сэмюэла Готта (1648) были непосредственно связаны с деятельностью «Долгого парламента», в котором существовала даже особо избранная парламентская комиссия для расследования «плачевного состояния королевства». «Океания» Гаррингтона (1656) была посвящена О. Кромвелю. Однако самым радикальным выплеском революционных событий стали памфлеты и труды Дж. Уинстенли (особенно «Закон свободы» 1652 года); причём и в этом случае теоретической базой стало истолкование Писания. Около 1649 года общины диггеров приступили к захвату и разделу земли в Суррее, Кенте и Бакингемшире. Примерно в это же время зародилась английская традиция негативной утопии, представленная Mundus Alter et Idem епископа Джозефа Холла. Действие разворачивается в Terra Australis incognita, на которой размещена сатира на утопические мечтания; в дальнейшем эту же тенденцию подхватил Джонатан Свифт.

#### XVIII век
Век разума (как его называли французские энциклопедисты) демонстрировал возросшее разнообразие утопических моделей. Для подавляющего большинства писателей-утопистов было характерно использование дискурса Просвещения — мотивы прогресса, рационального совершенства, упрощения коммуникации между народами и либеральных реформ. Для французских писателей характерны выпады против абсолютизма и паразитического существования аристократии, а также католической церкви. В этих контекстах чрезвычайно популярными стали «этнографические утопии», соотносящиеся с философией руссоизма и представлениями о прогрессе от «природного состояния» до европейской современности. Последнюю Адам Смит охарактеризовал как «век торговли», а Самуэль Пуфендорф как «гражданское общество». Постепенно складывалась идея прогресса и разрабатывались критерии сравнения западных и незападных обществ, которые маркировались достижениями Европы в области науки и техники, искусств и общей культуры. При этом утописты протестовали против гоббсовского представления о войне всех со всеми в первобытном обществе. Впервые новые тенденции проявились в последней четверти XVII столетия в «Истории севарамбов» Дени Вераса (1675) и «Открытой Южной земли» Габриэля де Фуаньи (1676). В обоих романах речь шла о идеале первозданной невинности и мира, состоянии «естественного» человека. Роман Афры Бен «Оруноко» (1688) содержал чрезвычайно условное описание южноамериканских индейцев Суринама и вероятно, послужил первоначальным прообразом «благородного дикаря». Интерес к примитивным цивилизациям Нового Света сохранялся в просвещенческой утопии, причём авторы активно участвовали в экономической полемике, развёрнутой физиократами и их оппонентами. Множество утопических писателей обращались к образам натуральной экономики аборигенных народов, отсутствия собственности и денег в первобытном обществе. Фрэнсис Брук в романе «История Эмили Монтегю» (1769) поместила описание утопического сообщества в Канаде, в котором восхваление благородства индейцев сочетаются с критикой неравного положения женщины в европейском социуме. Лесаж и аббат Прево в своих сочинениях 1731—1732 годов также восхваляли простоту коренных американцев. Эти же мотивы постепенно достигли Германии: София фон Ларош в романе «Видение на озере Онейда» 1795 года — своеобразной переработке «Новой Элоизы» Руссо — изобразила историю прямых потомков Адама и Евы из Эдема. Похожие мотивы присутствовали в романах Софии Меро и некоторых других.
«Путешествия Гулливера» Джонатана Свифта (первое издание 1726) резко выделялись на общем фоне утопической литературы, хотя формально также отталкивались от «Утопии» Томаса Мора. По форме это вновь было воображаемое путешествие с элементами робинзонады. По мнению Н. Пол, современники увидели в «Гулливере» прежде всего блестящую и глубокую политическую сатиру, хотя выпады Свифта против религии и просвещенческой философии были намного значительнее. Близкими к классической утопии были книги вторая и четвёртая, посвящённые Бробдингнегу (стране великанов) и стране разумных лошадей — гуигнгнмов. Образы последних крайне резко охарактеризовал Джордж Оруэлл, как систему и политического, и морального рабства. Возможно, что образ гуигнгнмов пародировал, или, по крайней мере, ставил под сомнение возможность совершенства, как его понимала англиканская мораль или философия Просвещения, маркируя тем самым, утопичность её фундаментальных основ. Французские переводы «Гулливера» создали отдельный жанр фантастических путешествий, включая «Новые путешествия Гулливера» переводчика Свифта — аббата Дефонтена, а также «Басню о пчёлах» Мандевиля, и многие другие.
Н. Пол определяла робинзонаду как поджанр «индивидуальной географической утопии». «Робинзон Крузо» Дефо вышел в свет в 1719 году, чуть раньше, чем «Гулливер». Жан-Жак Руссо использовал образ Робинзона как человека, вернувшегося в изначальное природное состояние, ведущего в одиночестве жизнь простой добродетели. Робинзонада также положила начало огромному числу подражаний и продолжений, вписанных, однако, в систему буржуазных ценностей XVIII века и зарождавшегося колониализма. Карл Маркс приводил Робинзона в пример превосходства труда над капиталом, тогда как Симплициссимус Гриммельсгаузена, прожив на необитаемом острове 15 лет, отказался возвращаться к цивилизации. Английский радикал и поборник муниципальной собственности Томас Спенс в 1780 и 1795 годах создал утопии под характерным названием «Крузония» и «Спенсония», в которых пропагандировал собственные взгляды.

### Утопическая литература и проекты XIX века

#### Прогресс, капитализм и утопии
По мнению Кеннета Рёмера, утопизм в XIX веке переживал своего рода «золотой век», явив миру все три лица (термин Лаймена Сарджента) — литературные утопии, социальные теории и утопические коммуны и общины. Парадоксально в этом контексте то, что если социальный утопизм и движение за создание утопических общин развивалось в течение всего века, то только в конце века литературные утопии пришли к существенному перерождению жанра. Однако и в научной литературе, и в общественном сознании «лицо» утопизма определяли писатели, объединённые классиками марксизма под общим обозначением «социалистов-утопистов». В первую очередь, это Этьен Кабе, автор «Путешествия в Икарию» (том 1 — 1840, том 2 — 1842), оригинальный философ Шарль Фурье и практик рабочего движения Роберт Оуэн. В литературном отношении всю вторую половину века шла острая полемика писателей-реалистов с утопией, привёдшая к появлению антиутопии или дистопии. К. Рёмер приводил следующие имена в этом контексте — Элизабет Стюарт Фелпс Уорд, Фёдор Михайлович Достоевский, Сэмюэл Батлер, Натаниэль Готорн и Герман Мелвилл.
Принципиально важным для развития утопии в XIX веке стал успех Американской и Великой Французской революции, которые провозгласили либеральную утопию демократии, равенства и прогресса, утверждая, что стремление к благу было естественным содержанием и целью человеческой истории. Декларация независимости США закрепляла демократию и равенство как естественные права человека; позднее была провозглашена Декларация прав человека и гражданина. Эти документы стали для современников убедительным доказательством того, что утопические идеалы пригодны для практического применения и изменения человеческого общества. Тем не менее, революционный террор парадоксально укрепил именно утопических авторов (таких как Кабе и Фурье) в убеждении, что эволюция, а не революция — надёжный метод построения демократической, эгалитарной утопии. Промышленная революция и урбанизация в развитых странах Европы также поддерживала веру в историю как поступательный прогресс технологии и социальных институтов, и то, что можно создать справедливую систему распределения благ и в буквальном смысле накормить, одеть и обогреть всё человечество.
Промышленная революция и порождённый ею глубокий социальный кризис привёл к разочарованию в идеале прогресса, которое ощущалось на всём протяжении века. Однако именно это вызвало кризис, благоприятный для развития утопизма. Развитие социальных теорий до Маркса ассоциируется с именами графа Анри де Сен-Симона (1760—1825), Шарля Фурье (1772—1837), и Роберта Оуэна (1771—1858), поскольку их проекты были строго научными и рациональными. По мнению Ф. Мэнюэля, именно Сен-Симон стал великим пропагандистом преимуществ индустриальной эры (его учеником был Фердинанд де Лессепс) и совершенно верно предсказал, что именно учёные и промышленники будут творцами прогресса и одновременно станут извлекать прибыль от него. Нью-Ланарк Оуэна стал первым успешным экспериментом в области тред-юнионизма и одновременно регламентированного патернализма, позволяющего готовить высококвалифицированные кадры на производстве. Мэнюэль отмечал, что важнейшим открытием Фурье были природоохранные меры (например, восстановление лесов), о которых он теоретизировал задолго до того, как экологический кризис и глобальное потепление стали расхожими штампами. Все трое предложили также оригинальные философские теории природы человека, без которых было бы немыслимо развитие утопического жанра. В частности, классификации «страстей», предложенные Фурье, в известной степени предвосхитили пирамиду Маслоу. Оуэн, напротив, отрицал свободу воли и во многом близок к бихевиоризму. Примечательно, что резкая критика, которой Маркс и Энгельс подвергли Оуэна и Фурье в «Немецкой идеологии» привела к тому, что многие писатели, испытывая искреннюю симпатию к утопии прогресса и социализму с коммунизмом, старались не использовать этих терминов.

#### Утопии и антиутопии середины века
В 1847 году — за год до «Манифеста Коммунистической партии» Маркса и Энгельса, и через три года после «Нового морального мира» Оуэна — Джеймс Фенимор Купер опубликовал роман «Кратер, или вулканический пик». Это была явная сатира по адресу американской демократии того времени, облечённая в традиционную форму робинзонады. Чуть ранее, в 1846 году, Герман Мелвилл опубликовал идиллический роман «Тайпи» о жизни на полинезийских островах, написанный чуть ли не с антропологическими подробностями. К. Рёмер, говоря об этом романе, замечал, что Уолдену Генри Дэвида Торо «явно не хватало пальм и женских плясок на острове Нуку-Хива». Идеалы Купера и Мелвилла носили ярко выраженный временной характер, это были «утопии бегства», легко разрушаемые безжалостным прогрессом и так называемым цивилизованным обществом. Похожая идеология была положена в основу бытовых романов Элизабет Стюарт. Роман Натаниэля Готорна «Счастливый дол» также в известной степени предсказывал сложность выживания замкнутых утопических сообществ и коммун. Навеянный жизнью на ферме, роман повествовал о любовном треугольнике, причём человеческие чувства в равной степени не выдерживают ни физического труда, ни истинных потребностей человеческой природы. Готорну удалось также показать амбивалентность автора и персонажа, от имени которого ведётся повествования, что в известной степени повторяет коллизию Томаса Мора и Рафаэля Гитлодея.
К. Рёмер помещал в один контекст с Мелвиллом и Ф. М. Достоевского. Особенно это касалось «Записок из подполья» (1864) и «Преступления и наказания» (1866), в которых Достоевский подверг яростной атаке основополагающий принцип утопизма, — что человечество непременно стремится к рациональному, упорядоченному гуманистическому миру, который будет создан из существующей несовершенной реальности. Напротив, Достоевский устами своих героев утверждал, что осуществление утопии означает конец истории и обосновывал право человека на иррациональность, страдания и разрушение; по сути, заложив основу дистопического жанра как такового. Сэмюэл Батлер в 1872 году опубликовал роман «Едгин» (Erewhon), который К. Рёмер считал не уступающим «Гулливеру» по разнообразию форм сатиры и изощрённости критики. Батлер обрушивался одновременно на беспорядок городского хозяйства, моду на вегетарианство и упадок высшего образования, также как и на колониальные эксплуатацию, научный и технологический прогресс. Последнее до известной степени стало предсказанием ситуации XX века, когда размылась граница между человеком и машиной. Тематически к нему примыкает бурлескная фантазия Марка Твена «Янки из Коннектикута при дворе короля Артура» (1889), также в первую очередь направленная против технического прогресса, который несёт только разрушение и не способен изменить человеческую природу.

#### Эдвард Беллами, его продолжатели и оппоненты
Эдвард Беллами в 1887 году выпустил самую известную литературную утопию XIX века — роман «Взгляд назад». Роман Беллами — яркий образец ухронии, время действия которой отнесено от современности на 113 лет (подзаголовок: «2000 — 1887»). Образ мыслей и действий автора существенно поменялся за время работы. Изначально это было просто литературное повествование, но в результате оно вылилось в политическое движение, просуществовавшее более полувека. Тем примечательнее был литературный успех текста, не отличающегося художественными достоинствами и не имеющего захватывающего сюжета. Польский критик Александр Свентоховский объяснял это следующим образом: «Причиной успеха была утопия… Миллионы читателей, слыша широко проповедуемую теорию всеобщего счастья в изменённом общественном строе, с лихорадочным любопытством набросились на книгу, которая показывала им это светлое будущее в реальных формах». Подобно «Путешествию в Икарию» Кабе, Беллами положил в основу своего утопического проекта экономическое равенство, которое обеспечивается государством-сверхкорпорацией — «промышленной армией». Она обеспечивает экономику социального кредита (Беллами впервые ввёл понятие дебетовой карты), а кроме того, в обществе Бостона 2000 года господствует меритократический принцип уважения способностей, талантов, навыков и усилий, из-за чего размер содержания каждого гражданина ежегодно меняется; при этом материнство считается одной из важнейших оплачиваемых профессий. В общем, характеризуя мир Беллами, К. Рёмер упомянул «единение Ральфа Уолдо Эмерсона и Маркса». В первые два года после выхода романа в свет в Великобритании и США было продано 300 000 экземпляров книги, и к 1960 году — более миллиона экземпляров только англоязычных изданий. В библиографии Беллами за 1888—1988 годы учтено около 150 продолжений и вариаций на тему романа, однако К. Рёмер утверждал, что в одних США между 1888—1900 годами таких продолжений было опубликовано не менее 200. Возникло более 160 «Беллами-клубов» (в них состояли Марк Твен и Эптон Синклер), которые объединились в Националистическую партию и вдохновили реформистское движение по всему миру, включая и Россию. В 1935 году Джордж Дьюи заявил, что только «Капитал» Маркса оказал большее практическое влияние на «формирование мысли и образа действия» во всём мире. В немецкоязычном мире аналогом утопии Беллами стал роман «Фриландия» австрийского экономиста Теодора Герцки, опубликованный в 1890 году.
К. Рёмер, помимо перечисленных факторов, полагал, что огромному успеху литературных утопий — не только Беллами — способствовал «золотой век печатной книги». Поколение 1880—1920 годов в развитых странах было первым, которое жило в условиях поголовной грамотности, но при этом не имело альтернативных средств получения информации, кроме книг и периодических изданий; равно как (при неразвитости сферы обслуживания и только зарождавшегося спорта) почти отсутствовали альтернативные средства развлечения. Книги стали широко доступными через дешёвые издания или публикации объёмных текстов с продолжениями в газетах и журналах, распространились публичные библиотеки, и прочее. Многочисленные общества распространения знаний, поощрения чтения и подобные, считали утопические тексты наилучшими наглядными пособиями для воспитания нового поколения читателей. Уильям Моррис в этих условиях заявил, что утопия Беллами является одним из самых разрушительных для истинной культуры и цивилизации текстов. Социалистическая утопия, рассчитанная на восприятие среднего класса, по мнению Морриса, уводила от истинных духовных ценностей и нацеливала на приобретение ненужных и даже вредных материальных благ. В 1890 году он опубликовал роман «Вести ниоткуда», в котором представил принципиально другую модель утопии. Место действия было полемически перенесено в Лондон 2003 года, в котором господствует аграрная идиллия, с многочисленными цветниками и парками, в котором Темза свободна от промышленных стоков. Вместо громадных индустриальных центров и промышленных армий население распределено в малых группах, приходах и общинах. Однако Моррис противопоставил мирной эволюции Беллами кровавую революцию, которая привела к крушению британской монархии и разрушению США, взамен был установлен государственный социализм, который привёл к отмиранию государства. Прогресс — это «божество промышленной революции» — свергнут, но это не привело к примитивному обществу: машинное производство существует, производит сырьё и устраняет тяжёлые работы для людей. Это высвобождает каждого человека для высших творческих радостей. Моррис, по-видимому, впервые поднял на современном уровне фундаментальные вопросы о мотивации человеческого труда. В утопии Морриса, после того как революция уничтожила неравенство и уродливость капитализма, народ обуяла великая тяга к красоте и творению прекрасного.
Отклики на утопию Беллами были и совершенно иного свойства. Так, мультимиллионер Джон Джейкоб Астор в 1894 году издал утопию «Путешествие в другие миры», в которой 2000 год был раем для свободной конкуренции, экспансии и высоких технологий. Дэвид Уилер в 1895 году выпустил серию статей, проникнутых искренней симпатией к капитализму, под общим названием «Наша промышленная утопия и её несчастные граждане»; он заявил, что Америка на самом деле является утопией, чего не замечают слабохарактерные граждане. Причиной бедности является лень, хотя, отчасти, она может стимулировать великие свершения. Несколько ранее известный политик-популист Игнатиус Доннелли выпустил антиутопический роман «Колонна Цезаря» (1890), действие которого относилось к 1988 году. Под великолепным фасадом индустриальных Соединённых Штатов зреет кровавый переворот, развязанный восстанием угнетённых классов. Нью-Йорк разрушен, а тела четверти миллиона противников диктатуры, закатанные в сталь и бетон, образуют чудовищную Вавилонскую башню — «колонну Цезаря». Обетование нового, лучшего мира — только в колониях, основанных белыми людьми в Африке. Расовый вопрос в те времена, в общем, мало осознавался писателями Европы и США. В 1899 году была опубликована единственная в XIX веке утопия чернокожего автора — баптистского священника Саттона Григгса, — роман Imperium in Imperio. В этом романе всё ещё угнетённые после принятия Тринадцатой поправки негры образуют тайную секту, левое крыло которой готовит революцию, а правое — готовит создание сепаратистской чёрной колонии в Техасе. Торжествуют революционеры и роман заканчивается предупреждением белой Америке.

### Утопии и антиутопии XX века

#### Поворот к антиутопии
Если самое большое в количественном отношении число утопий было произведено в США второй половины XIX века, то в первой половине следующего века британская литература создала самые знаменитые образцы антиутопического жанра, посвящённого описанию ужасов тоталитарного государства, основанного на новейших научно-технических достижениях, обеспечивающего социальный, а иногда и биологический, контроль. Первым романом-предупреждением об издержках прогресса стал «Франкенштейн, или Современный Прометей» Мэри Шелли. Согласно Г. Клэйсу, «Война миров» Уэллса не может считаться антиутопией, поскольку не основана на инверсии тех или иных общественных тенденций; марсиане принадлежат сфере спекулятивной фантастики. Не случайно, что Жюль Верн не одобрил романа Уэллса, считая его «слишком нереалистичным». Грегори Клэйс использовал этот казус для иллюстрации границ современного утопического жанра: если бы в 1898 году были несомненные доказательства существования внеземной жизни, границы жанра воспринимались бы по-другому. Описанное Верном в 1863 году длительное путешествие на воздушном шаре было в пределах реальности; в пределах реальности находилось и путешествие на Луну, хотя реализовано оно было столетие спустя. При этом евгенические утопии и антиутопии находятся в сфере потенциально возможного. Однако тексты, в которых описан Судный День, или завоевание Земли инопланетянами, роботами, и тому подобным, могут содержать утопические или антиутопические элементы, но в чистом виде ни к одному из этих жанров причислены быть не могут.
Термин dystopia, широко распространённый в англоязычной литературе для обозначения негативной утопии, впервые использовал в одной из парламентских речей 1868 года Джон Стюарт Милль. При этом традиция сатиры на утопический идеал существовала в британской общественной мысли задолго до того: свифтовское описание Лапуты было явной пародией на «Новую Атлантиду» Бэкона. Превращение утопического идеала в антиутопический шло всю вторую половину XIX века, причём Грегори Клэйс проводил параллели с популярными в те времена теориями: так, Герберт Спенсер провозглашал все формы социализма пропагандой рабства, а Чезаре Ломброзо объявил, что социалисты являются психически неполноценными людьми или, по крайней мере, девиантными личностями. Писатели стремились усвоить эти тенденции; например, Карл Пирсон видел социализм как логическое следствие мальтузианства.
В 1871 году был опубликован роман Эдварда Булвер-Литтона «Вриль, или Грядущая раса», в котором описывалось общество, лишённое дарвиновской конкуренции. Этот роман породил большой ряд мистических, евгенических и дарвиновских утопий, причём империалистическая экспансия Британской империи способствовала популярности жанра. Примером является роман Роберта Уильяма Коула «Борьба за империю: год 2236» (1900). В утопических романах отразилась также тема «жёлтой угрозы» (роман Эрнеста Хенэма «Царство святых» 1911 года, в котором мир покорён японцами). С современной точки зрения утопия Уильяма Хэя «Триста лет спустя» (1881) может трактоваться и как антиутопия, поскольку в ней истреблены все небелые расы, мешающие прогрессу. Появилось огромное количество текстов, описывающих отрицательные стороны социализма. Таков роман Чарльза Фэйрчайлда «Социалистическая революция 1888 года» (1884), в котором описан общесоциальный коллапс и тотальная нищета. В 1909 году вышла евгеническая антиутопия «Красная Англия», в которой после революции установлен евгенический контроль, дети отбираются у родителей для воспитания государством, и чтобы получить разрешение на брак и потомство, необходимо получить разрешение консилиума их трёх врачей. Данный текст, несомненно, полемизировал с «Современной Утопией» Г. Уэллса. Евгенические темы привели к появлению экологических антиутопий, ещё в 1885 году вышел роман Ричарда Джеффриса «Будущий Лондон, или Дикая Англия», ставший одним из источников «Вестей ниоткуда» Морриса; причём Моррис утверждал, что скатывание технологического мира обратно в дикость «утешало» его.

#### «Чёрная утопия» Уэллса и Замятина
По мнению Г. Клэйса, творчество Герберта Уэллса знаменовало собой «второй дистопический переворот», сигнализирующий о fin de siècle. Классификация его романов как фантастических или антиутопических сложна и неоднозначна, но тем не менее, по Клэйсу, «Машина времени», «Человек-невидимка» и даже «Первые люди на Луне» — это научная фантастика (поскольку экстраполировали современные Уэллсу научные достижения), а «Остров доктора Моро» — антиутопия. Однако в описании элоев и морлоков из «Машины времени» содержится сильнейшая сатира как на коммунистические проекты, так и евгеническую селекцию. «Остров доктора Моро» был написан под сильным влиянием Свифта, особенно четвёртой части «Гулливера», но также содержит определённые параллели «Франкенштейну». Роман «Когда Спящий проснётся» являлся прямой полемикой с идеалами Беллами и Морриса, названными прямо; при этом ницшеанский узурпатор был назван Острогом — русским словом, обозначающим тюрьму. Клэйс считал, что «Первые люди на Луне», написанные во время Англо-бурской войны, намного слабее в литературно-полемическом отношении, и в первую очередь объектом сатиры Уэллса стал экспорт империализма. После 1901 года Уэллс совмещал социалистические ожидания (он вступил в Фабианское общество) с элитаризмом, поскольку считал, что мировое государство может быть создано только классом или кастой избранных, и только мировое государство способно решить ключевые социальные проблемы человечества. Он также считал, что «низшие» с точки зрения эволюции расы обречены в эволюционном отношении. Все эти идеи Уэллс выражал в форме как утопии, так и дистопии. В 1905 году вышел его трактат «Современная Утопия»; тот же идеал был описан в романе «Люди как боги» (1922). Однако в романах «Дни кометы» (1906) и «Освобождённый мир» (1914) описаны глобальные катастрофы, в том числе ядерная война. К моменту своей кончины в 1946 году Уэллс окончательно разуверился во всех идеалах и смыслах существования человечества. По мнению Дж. Клэйса, в романе «Мы» (1921, английский перевод 1924 года) Евгений Замятин находился под прямым влиянием Уэллса и, отчасти, «Новой утопии» Джерома Джерома (1891). В последней как раз появился мотив, когда жители будущего обозначаются номерами, одинаково одеваются и ведут чрезвычайно регламентированную жизнь. В свою очередь, антиутопия Замятина, в которой жители существуют в домах с прозрачными стенами, а занавески можно опустить только в «сексуальный час» (распределяемый по талонам), сильно повлияла на мировоззрение Джорджа Оруэлла. Он понимал роман Замятина как общую критику индустриальной цивилизации.

#### Гедонизм и элитаризм Олдоса Хаксли
В англоязычном мире наиболее известен роман Олдоса Хаксли «О дивный новый мир» (1932); в нём описано жёстко стратифицированное общество с евгенической инженерией. Идеология этого общества — «фордизм» — полностью подчинила человечество научному идеалу, и превращает социум в механизм. Память о прошлом уничтожена. При этом в эффективном тоталитарном государстве господствует гедонизм, являющийся сильнейшим «лекарством от реальности». Хаксли не скрывал, что многое в полемических целях позаимствовал из Уэллса, особенно романа «Люди как боги». Однако однозначному восприятию конструкций Хаксли препятствует то, что в мире грядущего предусмотрены резервации, в которых существует и развивается религия, искусство, человечность, и прочие «пережитки прошлого». Современники обвиняли Хаксли в антиамериканизме, поскольку именно США, а не СССР или Германия стали символом генеральных тенденций мирового развития. Хаксли как писателя чрезвычайно беспокоило, что в мире победившей машинной цивилизации рабство становится привлекательнее, чем когда-либо, из-за страха перед будущим и желания стабильности для «маленького человека». Переиздавая роман в 1946 году, Хаксли писал в предисловии, что мечтает о мире, в котором наука и техника служат человеку, а не порабощают его. Поэтому наилучшим общественным идеалом является мютюэлизм Кропоткина или социальный реализм Генри Джеймса. Эту линию Хаксли продолжил в книге «Обезьяна и сущность» (1949), посвящённой страхам перед неконтролируемым развитием науки. В 1958 году Хаксли выпустил публицистический трактат «Возвращение в дивный новый мир», в котором писал, что мир стремительно движется к описанному им состоянию. Особенно писателя беспокоил неконтролируемый рост населения, распространение наркотиков и, как следствие, возможность успешного использования технологии контроля над сознанием. Напротив, человеческое стремление к свободе явно шло на убыль, чему активно способствовали средства массовой информации. Свобода информации для Хаксли стала главным методом противодействия массовым манипуляциям и всеобщему потребительству. Отныне демократия для него противопоставлялась капиталистическому гедонизму, при том что Хаксли не был эгалитаристом. В 1962 году Олдос Хаксли опубликовал роман «Остров», который критиками был воспринят как утопия, основанная на буддизме. Автор утверждал, что написал «топию», то есть историю о реальном месте и времени. Хаксли не скрывал, что его очень стимулировала коммуна «Онайда», и его чрезвычайно вдохновляла идея о небольших децентрализованных сообществах интеллектуалов или верующих, способных сконструировать приемлемую модель будущего.

#### Оруэлл и антиутопии XX века
Творчество Джорджа Оруэлла, особенно роман «1984», относилось ко времени, когда тоталитаризм явил миру свою истинную сущность; поэтому антиутопическая модель Океании основана не на манипулировании удовольствиями, а на перманентном страхе наказания. Соответственно, главной темой Оруэлла было злоупотребление властью, а не прогрессом, как у Хаксли. Г. Клэйс полагал, что «1984» включал, как минимум три смысловых слоя. Во-первых, мир Оруэлла был откровенной сатирой, во-вторых, объектом сатиры был не тоталитаризм как таковой, а множество аспектов жизни современной ему Англии. В-третьих, Оруэлл был глубоко разочарован социалистическими движениями и считал, что руководство социалистическими партиями испорчено стремлением к власти и, следовательно, никакой интеллектуал или общественный лидер не сможет стать высокоморальной и честной личностью в мире победившего социализма. Хотя изначально «1984» рассматривался как антисталинистский текст, в литературоведении XXI века утвердилось мнение, что Оруэлл написал сатиру на модерн и капитализм, для которой сталинизм и нацизм были вторичны, хотя и удобны как форма выражения. Сам Оруэлл писал, что не предполагал нападать на социализм как таковой или Лейбористскую партию, пришедшую в 1945 году к власти. Как сатира на тоталитаризм, «1984» включает две генеральные темы: во-первых, тотальной лояльности, которая приводит к появлению ключевых понятий «новояз» и «двоемыслие». Во-вторых, это тема вездесущности государства, которое вторгается даже в частную жизнь посредством «телекранов», осуществляющих контроль над внутренним пространством жилища, и которые нельзя выключать даже по ночам. Одной из важнейших философских тем «1984» является атака на понятие объективной истины. Неопределённой, даже мнимой, надеждой для автора являются «пролы», которые полностью осознают своё положение, но их протестный потенциал задавлен массовой культурой, тяжёлой работой, футболом и пивом (последние запрещены для членов Партии). Пролы сохранили моральную цельность и «подлинность», тем более, что почти не подвергаются идеологической обработке и почти не развращены властью. Тем самым Оруэлл вынес приговор интеллигенции, которая стала главным носителем идеологических и властных устремлений в постаристократическом обществе; однако противостоять коррумпированной интеллигенции, сращённой с порочной политикой, не может никто.
Несмотря на то, что «1984» стал одной из самых известных антиутопий в истории культуры, базовые тенденции жанра проявились намного ранее. Джек Лондон в 1907 году опубликовал роман «Железная пята», сатира в котором направлена против финансовой олигархии Уолл-стрита. В 1930 году Олаф Стэплдон опубликовал роман «Последние и первые люди», в котором, несмотря на огромные временны́е масштабы, были представлены многие признаки жанра — перерождение США в империалистическое государство, борьба за захват всего мира, евгенические практики. После Второй мировой войны разные аспекты тоталитаризма, гедонизма, капитализма и либерализма рассматривались в таких произведениях как «451 градус по Фаренгейту» Брэдбери, «Повелитель мух» Голдинга, «Атлант расправил плечи» Айн Рэнд, «Заводной апельсин» Бёрджесса, и многих других

#### Утопии, антиутопии и фантастика
В литературоведении второй половины XX века утвердилось мнение о «растворении» утопии в фантастике. Наиболее радикальную позицию здесь занял хорвато-канадский исследователь Дарко Сувин, который постулировал, что утопия с самого начала была поджанром фантастической литературы. По мнению П. Фитинга, вести отсчёт современной фантастической литературы следует от эры Pulp-журналов 1920—1930-х годов. Коммерческая фантастика, рассчитанная на массового читателя, по крайней мере, в США, была сугубо оптимистичной по настроению, и проповедовала идеи Жюля Верна и Хьюго Гернсбека о позитивной роли техники и технологии в деле создания лучшего мира. Эти настроения явно усилились в эпоху Великой депрессии. Однако бомбардировка Хиросимы и Нагасаки в 1945 году привела к тому, что писатели-фантасты (как и представители мейнстрима литературы и философии) почти в одночасье растеряли оптимизм. Чувство угрозы от будущего стало главной темой серии лекций Кингсли Эмиса, выпущенной отдельной книгой «Новые карты ада: исследование научной фантастики» (1960). В то же время П. Фитинг полагал, что наука как таковая и научная фантастика в основе своей антиутопичны, поскольку критика современного мира подразумевает или утверждает необходимость перемен, а не защиту статус-кво. Это совершенно не означало полный отказ от позитивного видения будущего, характерного, в частности, для творчества Артура Кларка (например, в романе «Конец детства»). Примечательно, что даже муссирование ядерной угрозы могло использоваться писателями для картины позитивного будущего: так, Джон Уиндем в «Хризалидах» 1955 года описал, как под воздействием радиоактивных осадков появилось поколение детей-телепатов — посланцев Будущего в настоящем. Более того, в 1950—1970-х годах вновь появились тексты, в которых США — как самая передовая и развитая мировая держава — является воплощённой утопией (Морис Эрнст, «Утопия 1976»). Контркультурные и протестные движения 1960-х годов привнесли в фантастику новые явления. Как выразился П. Фитинг, «американский консенсус был разорван, начались поиски альтернатив». Одним из первых новые тенденции выразил Роберт Хайнлайн в романе «Чужак в чужой стране» (1961), а их кульминацией и завершением называются романы «Пересечение Эйнштейна» Сэмюэла Дилэни (1967) и «Обделённые» Урсулы ле Гуин (1974). Творчество Ле Гуин демонстрирует возможности утопии в научной фантастике, тем более, что фантастика как жанр, изображающий разнообразные миры на нашей планете и за её пределами, обеспечивала огромные возможности для «утопических спекуляций». Так, замысел романа Ле Гуин «Левая рука Тьмы» (1969), не принадлежащего формально к жанру утопии, коренился в дискуссии о поле и гендерных аспектах, новое направление которой в 1963 году придала книга Бетти Фридан «Загадка женственности». В ответ на радикальную феминистскую критику и призывы к свободному выбору гендерной принадлежности, Ле Гуин описала планету, обитатели которой, будучи биологически гермафродитами, большую часть годичного цикла не имели выраженных половых признаков или сексуальных желаний, однако в сезон размножения они в случайном порядке получали мужские или женские характеристики. То есть одна и та же особь могла и зачать, и выносить, и родить ребёнка в течение жизни.
Элсина Мэдлейн и Дэвис Роган применительно к этой ситуации рассматривали понятие «критической утопии», главной задачей которой является конструирование или демонстрация общества без отчуждения труда и социального пространства, в котором могут возникнуть новые социальные отношения. Тексты, которые классифицируются как «критическая утопия», по Э. Медлейн и Д. Рогану, отвергают утопию как «план», оставляя её как «грёзу», но сохраняя системообразующий для жанра конфликт между существующим миром и утопическим сообществом, противостоящим ему. На первый план выносятся конфликты и проявление несовершенства в самом утопическом сообществе, это делает его более узнаваемым для читателя-современника и предлагает более динамическую альтернативу. Весьма сложен вопрос об отличии критической утопии от антиутопии. Э. Медлейн и Д. Роган утверждают, что дистопия не сохраняет «напряжения между потенциально возможной утопией и мрачным взглядом на мир» и вообще не несёт никакого позитивного взгляда.
Соответственно, НФ-утопии второй половины XX — начала XXI века отличаются от аналогичных текстов предыдущей эпохи, несмотря на то, что формально описывают благополучное общество, люди в котором существуют в гармонии с собой и окружающей средой. В романах Дилэни и Ле Гуин осуществляется, по сути, научное исследование пределов утопического жанра. На новый уровень эти вопросы вывел Ким Стэнли Робинсон в трилогии «Марс» (1993—1996), в которой вопросы будущих форм управления обществом связаны с технологиями терраформирования Марса. Собственно, ещё Герберт Уэллс описал идеал «Современной Утопии» как «динамический», что резко отличало его от застывшей картины лучшего общества, в котором априори прописаны наилучшие законы, институты, и даже архитектура частных и общественных построек. Фантастика, тем не менее, отводит картине мира роль второго плана, она концентрируется на живой реальности персонажей — людей. Поэтому основной формой традиционных утопий является экскурсия персонажа (и читателя) по воображаемому миру, в то время как авторы-фантасты могли позволить себе передавать картину перемен через повседневность своих персонажей. При этой прямой («предметной») связи между НФ-литературой и утопией не существует. Так, роман Б. Скиннера «Уолден Второй» (1948) описывает небольшое сообщество, основанное на научном анализе поведенческой модели человека, но не имеет отношения к НФ, а является бихевиористской утопией. Аналогично можно охарактеризовать «Экотопию» Эрнеста Калленбаха (1975), действие которой начинается с отделения Северной Калифорнии, Орегона и Вашингтона от остальных Соединённых Штатов, а дальнейшее восходит к классическим утопиям Просвещения, то есть это попытка изложить своё видение будущего общества в увлекательной литературной форме. В общем, П. Фитинг полагает, что в 1970-х годах позитивные аспекты утопизма оказались полностью поглощены фантастическим жанром, который продолжает процветать, выдавая на медиарынок многочисленные эскапистские миры. Однако с того же времени в западном мире утопический жанр, по-видимому, прекратил существование и является предметом литературоведческой и социально-философской рефлексии. Кришан Кумар уточнял, что «пока антиутопии используют многие литературные приёмы, свойственные утопиям, нежелание писателей создавать литературные утопии свидетельствует о явном отсутствии уверенности в её эффективности, а также, по-видимому, об исчезновении утопического сознания».

## Утопия в России
Изучение русской утопии как самостоятельного феномена началось поздно; первой обобщающей работой стала небольшая книга В. В. Святловского, выпущенная в 1922 году. Однако в силу политических перипетий 1920—1950-х годов, когда государственная идеология противопоставлялась утопизму, исследование темы отечественной утопии могло представлять опасность. Изучение утопии возобновилось в 1960-е годы, в первую очередь в контексте народных социальных представлений и легенд (А. Клибанов, К. Чистов), и утопического социализма (В. Волгин, А. Володин). Значительные обобщающие работы стали публиковаться с конца 1990-х годов.

### Российский утопический дискурс
М. Геллер и М. Нике отмечали, что главным источником русского утопизма являлось православие во всех своих аспектах. Вся древнерусская литература в этом отношении противостояла европейской, поскольку была в высшей степени «утилитарна»: выполняла мемориальную, собирательную и обучающую функцию. В своём исследовании русских утопий Б. Ф. Егоров (2007) отмечал, что жизнь русского человека была «перенасыщена» утопиями; однако известные по имени утописты появляются только в XVI веке — это были Ермолай-Еразм, Феодосий Косой, Фёдор Иванович Карпов, и другие. Подавляющее большинство исследователей историю русской утопии начинают с XVIII века, при этом существуют разногласия по количественной характеристике: так, Н. В. Ковтун утверждал, что русских утопий значительно меньше, чем западноевропейских, Б. Ф. Егоров в своём «историческом путеводителе» на практике доказывал, что это не так.
По Н. В. Ковтуну российский утопический дискурс несёт ярко выраженные черты национального своеобразия. В первую очередь, это перевод акцента с «утопического государства» на «утопического человека». Представители русской утопической традиции рассуждали не о структуре утопического государства, а о способах спасения человечества, очищения его и вступления в земной Рай. Марксизм оказался созвучен русской мысли в силу стремления к действительному преобразованию жизни. Русской утопии «тесно» в рамках конкретного текста, поэтому утопизм не всегда оформлялся в самостоятельные произведения, был растворён в произведениях других жанров. В. А. Чаликова отмечала, что в отличие от России, «Запад пестовал культуру утопии», но не смешивал её с культурой реальности. В западной культуре утопия не позволяла нивелировать границу между мечтой и действительностью и одновременно сдерживала прагматизм, что делало утопическое сознание естественным «союзником» прогресса. В русской культуре положение было прямо противоположным — утопия есть средство борьбы с прогрессом (Западом), выражение стремления его остановить и осуществить «прорыв» в Царство Божие, находящееся вне времени. Это в равной степени характерно как для авангардно-революционных, так и консервативных проектов, предложенных литературой и общественной мыслью. Н. Ковтун отмечал, что «экзотика Нигдейи» не являлась характерной для русской утопии, вымышленные страны встречаются сравнительно редко, в большинстве случаев описывается преображённая Россия, «изменившаяся, похорошевшая». А. Эткинд характеризовал русскую утопию XX века как «тутопию». Русские утопические проекты сосредоточены вокруг «своего», поэтому сравнительно редко возникает мотив тотальной регламентации и мелочных описаний — инверсии настоящего; при этом даже самые авангардные проекты переделки Вселенной оставляли за Россией избранную роль, — например, центра мировой революции. Поэтому в идейном и литературном отношении для русских утопий характерна размытость жанровых архетипов. То, что стало для западной утопии нормой лишь во второй половине XX века — невыраженность жанровых критериев и открытый финал, было характерно для самых образцовых русских утопических романов XVIII—XIX веков («Путешествие в землю Офирскую» М. М. Щербатова; «4338-й год: Петербургские письма» В. Ф. Одоевского).
В целом, русские утопии мало подчинялись нормативности, порядку, закону. Их создатели больше доверяли нравственному преображению человека (или общины), нежели техническому могуществу или хозяйственно-экономическим факторам. Пренебрежение детализацией утопических мечтаний приводит к тому, что в русской утопии отсутствует «всеохватность»: по сути, очень мало представлена исчерпывающая характеристика нового общества. Т. Чернышёва отмечала, что почти в каждом проекте можно заметить авторскую невнимательность при описании политических реалий вымышленной страны. Чуть ли не единственным исключением в этом отношении является «Земля Офирская» Щербатова. Б. Ф. Егоров также заметил, что для российских авторов-утопистов до 1917 года характерно отсутствие всеохватного универсализма в смысле отображения в одном тексте комплекса разномасштабных объектов (личность — семья — группа людей — поселение — сословие — нация — человечество — космос). Точно так же современные утописты сходятся в избирательности и антиуниверсализме, который, однако, не отрицает глобальности, свойственной утопическому жанру вообще.

### Этапы развития утопии в России
С точки зрения Н. В. Ковтун, политические эксперименты, привёдшие к возникновению СССР, вобрали в себя глобальные мечты и практики рубежа XIX—XX веков, и оказались «закономерной стадией многовековой программы поиска оптимального и наиболее убедительного соотношения между настоящим и утопическим в своеобразном реализме русской культуры». С этой же точки зрения вся русская литература может рассматриваться как путь к достижению единой национальной утопии. В допетровской Руси утопические искания носили пророчески-апокалиптический характер, причём после создания интеллектуальной утопии европейского типа интеллигенция как «идеалистический класс» унаследовала чувство невозможности жизни в настоящем, а только лишь в будущем и прошедшем. Русская литературная утопия оформилась в пределах мифологии и идеологии Просвещения (романы М. М. Хераскова, В. А. Лёвшина, и некоторых других); в дальнейшем основополагающие просвещенческие идеи были усвоены всеми авторами интеллектуальных проектов переделки общества (вплоть до XX века). Утопические символы Просвещения стали архетипическими для жанра. Интеллектуальная утопия усвоила и народные представления о Беловодье, Китеже, и подобном. Окончательно интеллектуальная и народная утопия соединились в литературе начала XX века (авангард, большевизм и новокрестьянская поэзия), чтобы потом вновь разойтись, воплотившись в построениях социалистического реализма и проектах современных традиционалистов конца 1950—1970-х годов.
Российская интеллектуальная утопия вплоть до «Что делать?» Н. Чернышевского культивировала нравственное перевоспитание личности. В этом отношении утопическими могут быть признаны миромоделирующие модели А. Радищева, Н. Гоголя, И. Тургенева, И. Гончарова. Для русской культуры и литературы характерно сложное взаимодействие утопии власти и альтернативных проектов переустройства мира, с использованием мифологем Третьего Рима, философа на троне и мотивов изоляционизма. Параллельно развивается эстетика антиутопии, маркированная романом Е. Замятина «Мы». Амбивалентность утопии и антиутопии осознавали авторы первой трети XX века, работавшие до революционных событий 1917 года и оказавшиеся по разные стороны границы после Гражданской войны (В. Брюсов, «Республика Южного Креста» и др.; К. Мережковский, «Сон в зимнюю ночь»; А. Богданов: «Красная звезда» и «Инженер Мэнни»; А. Чаянов, «Путешествие моего брата Алексея в страну крестьянской утопии»; П. Краснов, «За чертополохом»). Н. Ковтун солидарен с тем, что в течение XX века утопический, как и антиутопический, жанр оказался почти полностью растворён в научной фантастике.
С точки зрения А. М. Лобина, большинство утопий можно считать фантастическими произведениями, поскольку фантастика как художественный метод умножает статус художественного вымысла на фантастический, а существенной темой научной фантастики как жанра служит позитивная модель будущего. Советская литература маркирована такими романами как «Звезда КЭЦ» А. Беляева, «Туманность Андромеды» И. Ефремова, «Полдень, XXII век» А. и Б. Стругацких.
А. Лобин выделял в русской литературе особое направление — историческую фантастику. Объектом изображения в ней является история России, репрезентированная в конкретных событиях и фактах, причём между фантастикой, описывающей меняющийся мир и статичной утопией возникает противоречие, решаемое каждым автором индивидуально. Историческая фантастика возникла в XIX веке: к этому жанру можно отнести романы Ф. Булгарина «Правдоподобные небылицы, или Странствование по свету в XXIX веке»; А. Ф. Вельтмана «MMMCDXLVIII год. Рукопись Мартына Задека»; О. И. Сенковского «Учёное путешествие на Медвежий остров». В XX веке к этому направлению могут быть отнесены и произведения литературного мейнстрима, основанные на историко-фантастических допущениях. Таковы «Остров Крым» В. Аксёнова, «Роммат» В. Пьецуха, «Приключения Ивана Чонкина» В. Войновича, «Кысь» Т. Толстой, и некоторые другие. В конце 1980-х — начале 1990-х годов жанр занял лидирующее положение в фантастике.
Раскрытие авторских задач происходит обычно в русле криптоистории или альтернативной истории; при этом объектом описания исторической утопии или антиутопии является не результат, а процесс воплощения проектов того или иного общества. Идеалы фантастов-утопистов после 2000 года (в том числе в цикле про Ордусь Хольма ван Зайчика) целиком находятся в прошлом, несмотря на техногенный антураж. Это связано с травматическим опытом не только советского периода, но и либерализации общества. Строго негативно рассматривается интеграция со свободным рынком. В 2010-е годы действовали те же тенденции, причём разнообразие утопических текстов исключительно велико: от классических техногенных утопий, иногда в ироническом антураже, до объёмных концептуальных циклов («Меганезия» А. Розова), фантазий, тяготеющих к правой идеологии («Чёрная Пешка»), даже утопических трактатов.

## Незападный утопизм

### Общие положения
По мнению Л. Сарджента, исследование вопроса об истоках и формах существования незападного (non-Western) утопизма сдерживается, как минимум, двумя факторами. Во-первых, это дискуссионность границ так называемого «незападного»: в ряде случаев к нему причисляются не только традиции культур Ближнего и Среднего Востока, Индии и Китая, но и Латинской Америки. Во-вторых, до сих пор не существует библиографий и обобщающих исследований незападного утопизма. Ежи Шацкий также обращал внимание на то, что «историки утопий… как правило, не выходят за рамки европейской культуры, чтобы спросить, что в это время происходило в общественной мысли третьего мира, который… создаёт подчас проекты, по своему размаху не уступающие самым грандиозным классическим утопиям». В статье Жаклин Даттон для «Кембриджского руководства по утопической литературе» констатируется, что «незападная» традиция утопизма коренится в настолько различных традициях и мировоззрениях, что может служить для расширения границ возможностей утопизма — идеалистического мышления, направленного на проектирование лучшего, чем существующее, общества. Исследование незападного утопизма сводится к систематическому поиску сопоставимых с западными представлений об идеальном обществе, существующих в культурах Азии, Африки, Америки и Океании.
В 1971 году было выпущено исследование Сейдзи Нуита «Традиционные утопии в Японии и на Западе: исследование в контрасте», в котором истоки утопической традиции были обнаружены от эпохи Токугава и связаны с реформами Мэйдзи, всего было перечислено около 20 утопических романов, опубликованных начиная с 1880-х годов. Однако Нуита утверждал, что они были вдохновлены западными образцами, и что японское сознание недостаточно отделено от окружающего мира, чтобы генерировать утопические видения; японская утопия полностью вытекает из западных стандартов. Незападный утопизм XX века, по мнению Л. Сарджента, в первую очередь связан с политическими идеологиями. В частности, многие авторы упоминали сходство идей Мохандаса Ганди с утопией. Кроме того, для пропаганды гандизма в широких массах, им использовался традиционный концепт «Рамараджа» («царство Рамы»). Сарджент считал самым известным в англоязычном мире утопистом Индии Салмана Рушди. Равным образом, утопическая традиция в странах Африки представлена авторами, работающими в бывших колониях на английском языке (Али Мазруи, Флоренс Эмечета, Воле Шойинка, Бен Окри, Бесси Хед) или на африкаанс. По мнению Л. Сарджента, постколониальные утопии имеют большой потенциал для развития, поскольку связаны с актуальными политическими процессами.

### Утопии в средневековом арабо-мусульманском мире
Согласно Н. Кону и Ж. Даттон, для ислама как религии настроения хилиазма и милленаризма характерны ничуть не меньше, чем для иудаизма и христианства. Для мусульман «золотой век» — первые десятилетия существования общины Мухаммада в Медине (Праведный халифат), от которого ведётся мусульманский календарь; последующее развитие ислама может восприниматься разными общинами и авторитетами как отступление от первоначальной чистоты веры. Отсюда консервативный идеал возвращения к первозданной гармонии и благодати Корана. При этом в Коране достаточно часты упоминания о загробной жизни и обетовании райского блаженства. В Коране имеется учение о конце света и описание Рая (ат-Тавба 9:72 (Кулиев)), но учение о Махди появляется только в хадисах; в дальнейшем это учение получило полярно противоположные толкования. Сунниты отвергали милленаристские упования, которые становились принадлежностью еретических течений или политических кризисов, начиная от прихода к власти Аббасидов и Альмохадов.
Согласно Ж. Даттон, для исламской философии характерна традиция описаний идеального государства, управляемого Божественной волей. Первые образцы этого жанра представлены у аль-Фараби: «Добродетельный Град» и «Постижение счастья» — как первая часть философского комментария к Платону и Аристотелю. Аль-Фараби также был первым исламским философом, который разграничил философию и теологию, причём связал философию с интеллигибельными ценностями. Поэтому его идеал основывался на платоновском «Государстве», управляемом философами. Однако античный образ был дополнен исламскими ценностями. К представителям литературной утопии исследователи обычно относят Ибн-Туфайля, автора первого в арабской литературе философского романа «Хай ибн Якзан». Примечательно, что пример Ибн-Туфайля вдохновил Ибн ан-Нафиса на написание романа Theologus Autodidactus. В обоих случаях использовался мотив пребывания главного героя на необитаемом острове. Существует предположение, что именно этот сюжет был впоследствии использован в христианском контексте Даниелем Дефо (роман Ибн-Туфайля в 1671 году был переведён на латинский язык). А. А. Игнатенко, обобщая, приходил к выводу, что средневековых мусульманских философов, рассуждающих о государстве, можно в полной мере назвать утопистами, так как они исходили из уверенности, что всеобщее счастье может наступить через разумное планирование жизни людей.

### Утопии в Китае
В относительно немногочисленной литературе о незападных утопиях выдвигались предположения, что за пределами Европы только в Китае можно найти сопоставимую по масштабу утопическую традицию. Крайнюю позицию в дискуссии занял Ролан Шер, категорически заявив, что в самом строгом смысле этого слова утопия возникла в Европе XVI века, и история утопии как феномена с необходимостью ведёт своё начало от творения Т. Мора. Кришан Кумар также полагал, что утопия возникла в ренессансной Европе, а разнообразные концепции общественного идеала, созданные ранее другими цивилизациями, не должны рассматриваться как утопические. Он скептически относился к определению милленаристских движений как утопических: милленаристское движение не предполагает новой системы ценностей, тогда как утопия предлагает уникальную систему ценностей в конкретных исторических обстоятельствах. По К. Кумару, феномен утопии не является универсальным, поскольку является следствием уникальности западного пути развития. Уникальность западного пути (применительно к утопизму) по К. Кумару — в сочетании христианского субстрата, в том числе Реформации, и влияния Великих географических открытий. Однако в комментарии Кумар заявил, что «в Китае имеется автохтонная утопическая традиция». В качестве примеров таковой он приводит конфуцианскую концепцию Датун (Великое единение) и даосскую — Тайпин (Великое спокойствие). Профессор Гарвардского университета Чжан Лунси (кит. 張隆溪) критиковал подход К. Кумара на том основании, что тот не являлся синологом-профессионалом, а также из-за непонимания того, что китайская общественная структура, породившая автохтонную традицию утопии, чрезвычайно отличалась от европейской. Конфуцианство Чжан Лунси рассматривал как утопическую идеологию, и сравнивал с «Утопией» Т. Мора. В качестве другого примера китайской утопии он приводил «Персиковый источник» Тао Юаньмина и вариации на тот же сюжет Мэн Хаожаня, Лю Юйси и Су Дунпо. В качестве примеров утопических текстов в Китае Чжан Лунси упоминал также конфуцианский идеал Датун и даосский Тайпин, а роман Ли Жучжэня «Цветы в зеркале» называет «Китайским аналогом свифтовского Гулливера». В исследовании Дороти Ко утверждается, что литературные тропы европейской утопии и текстов, которые считаются утопическими для Китая, едва ли не полностью противоположны.

Российская синология также рефлексировала над проблемой утопизма в Китае. А. С. Мартынов констатировал глубокое несходство китайского утопизма с европейским. Утопизм он признавал имманентно присущим общественному сознанию от времени его зарождения. В Китае по своим фундаментальным предпосылкам утопическим является конфуцианство, причём Мэн-цзы и Ден Му достойны стоять в одном ряде с Т. Мором и Т. Кампанеллой. Совершенно иную точку зрения продемонстрировал А. И. Кобзев, заявив, что в рамках конфуцианства так и не было создано «полноценных» социально-утопических произведений. Создание радикальной социальной теории предполагает достаточную степень отрешённости её создателя от «злобы дня». В европейской культуре подобная «отрешённость» достигалась признанием трансцендентных предпосылок человеческого существования — в форме философского идеализма или христианской теологии. Признание трансцендентного бытия в виде мира идей или царства Божия неизбежно приводило к оценке конкретного социального бытия как низшей реальности, создавая критический потенциал. В христианской Европе перед глазами любого мыслителя стоял образ альтернативной социальной структуры, которая всегда претендовала на обладание высшим аксиологическим статусом и трансцендентной сущностью, то есть образ церкви как мистического Тела Христова или Града Божия. «В традиционном Китае отсутствовали все названные выше факторы…»
Нидерландский литературовед и синолог Доуве Фоккема в 2011 году опубликовал первое сравнительное исследование утопической литературы в Китае и в западной культуре. Становлению жанра утопии способствует кризисное, переходное состояние культуры, эталоном которого является европейский XVI век, а впоследствии — эпоха Просвещения и Великая французская революция. Для Китая сопоставимый по масштабам кризис разразился в XIX веке: агрессия иностранных держав («Опиумные войны»), Тайпинское восстание и непоследовательные попытки реформ. Интенсификации утопического мышления способствовали политические перемены и смена культурных ориентиров. По мнению Д. Фоккемы, европейская и китайская традиция утопической литературы развивались в противоположных направлениях. До XIX века в Китае не было всеохватных политико-административных проектов, а китайские литераторы не пытались найти альтернативы официальной идеологии конфуцианства. Эталоном традиционной китайской утопии является «Персиковый источник»: китайские писатели стремились восстановить идеальную простоту глубокой древности. Утопические проекты нового типа появились в Китае после 1890 годов благодаря Кан Ювэю, Лян Цичао, Янь Фу, и другим. В этот период ведущие китайские идеологи осваивали социальный дарвинизм, американский прагматизм и марксизм. В художественной литературе освоение взаимно несовместимых и конкурирующих между собой идеологий привело к появлению, в первую очередь, антиутопической сатиры. «Записки о кошачьем городе» Лао Шэ явно демонстрируют как влияние Свифта, так и политическую практику Китая того времени. Примером классической утопии в европейском стиле являлся роман Линь Юйтана «Перспектива будущего» (遠景, 1955 года; по-английски вышел под названием The Unexpected island). Далее в силу политических перипетий развитие жанра прервалось. В условиях политики открытости и реформ в Китае 1980-х годов, антиутопическая фантастика (Ван Шо, Су Тун) продолжала использоваться в прежних целях критики существующего режима. Китайские интеллектуалы остро ощущают разрыв с традиционным дискурсом неотчуждения человеческого общества от природы. Фоккема утверждал, что во второй половине XX века «эвтопической» литературы в Китае не выпускалось вовсе. Тем не менее, ссылаясь на Леклезио, Д. Фоккема заявил, что современная эпоха как нельзя более подходит для написания утопий, которые могут послужить своего рода «маяками в тумане».

## Комментарии
1. ↑  Джордж Клоско (Университет Виргинии) полемизируя с К. Поппером по вопросу «утопизма» Платона, аргументировал, что утопической теорию называют в том случае, если её автор: а) не предназначал её для воплощения в жизнь, б) не рассматривал реальных препятствий на пути реализации своей модели, и в) крайне неправдоподобно, чтобы эта модель могла быть претворена в жизнь. С точки зрения Д. Клоско, Платон был уверен в реализации своей модели, а также вполне рационально рассматривал возможные препятствия на пути её реализации и был уверен, что они могут быть преодолены[17]. Рассматривая те же аргументы, Ю. П. Михаленко пришёл к выводу, что кризис античной демократии привёл мыслителей к поиску новых форм социального устройства и политической власти, и диалоги Платона «Государство», «Политик», «Законы» были попыткой ответить на данные вопросы. Однако общественные симпатии всё более склонялись к монархической идее «или к желательности вручения чрезвычайных полномочий выдающейся личности типа Алкивиада, Агесилая, Эпаминонда». К поискам образа идеального государственного деятеля обратился Ксенофонт, и его сочинения «Агесилай» и «Киропедия» ближе к художественному произведению, чем к историческому[18].
2. ↑  В современном издании «Британской энциклопедии» также утверждается, что понятия utopian и utopianism обозначают «умозрительную реформу» (visionary reform)[24].
3. ↑  В бихевиористской психологии — это выбор одной из трёх видов защит, определяемый как фактором социального окружения, так и личным темпераментом.
4. ↑  Фернандо Аинса уточнял, что проецирование утопических образов в будущее связано с Морелли — его «Базилиадой» (1753) и «Кодексом природы» (1755)[68].
5. ↑  Ф. Аинса приводил следующие примеры: Икария[англ.], Новая Гармония[англ.], Вольная Колония[англ.], Фермерская Долина[англ.] и многие другие[89]. Систематизированное перечисление наиболее известных или значительных утопических сообществ в США приведено в словаре Морриса и Кросс[90].
6. ↑  Фредрик Джеймисон в этом контексте отмечал уникальность «Уолдена Второго». Данная утопия была оптимистичной и содержала откровенную симпатию к советской модели социализма; причиной являлось то, что роман был написан ещё до начала Холодной войны[9].
7. ↑  По Ф. Мэнюэлю, утопические эксперименты относились к полю греческой философской утопии. Если архитектурные фантазии на тему идеального города пережили падение Античности (Витрувий), сложнее сказать, насколько успешными были эксперименты по организации идеального полиса. Однако из источников известны сообщества пифагорейцев в Великой Греции, Уранополис, организованный Алексархом — братом Кассандра — около 300 года до н. э., и проект Платонополиса, предложенный Плотином императору Галлиену[105].
8. ↑  Переиздания и переводы трактата и литературу см. на сайте Monumenta Germaniae Historica.
9. ↑  Итальянский перевод моровской «Утопии» вышел в Венеции под редакцией Ортенсио Ланди и Антона Франческо Дони и был озаглавлен La Republica nuovamente ritrovata del governo dell'isola Eutopia («Вновь открытая республика, управляющая островом Эвтопия»)[117].
10. ↑  Вторая книга — собственно, описание острова Утопия, — как показали исследования текстологов, была написана первой[118].
11. ↑  Заглавие романа следует переводить на русский язык как «Ожидание сбывшегося», поскольку сочетание looking backward является неологизмом, образованным от looking forward — «ожидать с нетерпением, предвкушать». В России роман выходил под названиями «Будущий век» (1891, перевод Л. Гей), «Через 100 лет» (1891, перевод О. Зинина) и др.[154]

#### Словарно-энциклопедические издания
- Араб-Оглы Э. А. Утопия и антиутопия // Новая философская энциклопедия / Предс. научно-ред. совета: В. С. Стёпин. — М. : Мысль, 2010. — Т. IV. — С. 152—154. — 736 с. — ISBN 978-2-244-01119-7.
- Гиленсон Б. А. Утопия // Краткая литературная энциклопедия / Гл. ред. А. А. Сурков. — М. : Советская энциклопедия, 1972. — Т. 7: «Советская Украина» — Флиаки. — Стб. 853—855. — 1008 стб. — (Энциклопедии. Словари. Справочники).
- Грицанов А. А. Утопия // Новейший философский словарь / Сост. и гл. науч. ред. А. А. Грицанов. — Изд. 3-е, испр. — Минск : Книжный Дом, 2003. — С. 1073—1074. — 1280 с. — (Мир энциклопедий). — ISBN 985-428-636-3.
- Утопия // Философский энциклопедический словарь / Гл. ред. Ильичев Л. Ф.. — М.: Советская энциклопедия, 1983. — С. 710. — 839 с.
- Черткова Е. Л. Утопизм социальный // Новая философская энциклопедия / Предс. научно-ред. совета: В. С. Стёпин. — М. : Мысль, 2010. — Т. IV. — С. 151—152. — 736 с. — ISBN 978-2-244-01119-7.
- Morris J. M. and Kross A. L. The A to Z of Utopianism. — Lanham : Scarecrow Press, 2004. — 432 p. — (The A to Z Guide Series). — ISBN 978-0-8108-6819-9.
- Sargent L. T. Utopia // New Dictionary of the History of Ideas / edited by Maryanne Cline Horowitz. — Thomson Gale, 2005. — Vol. VI. — P. 2403—2409. — ISBN 0-684-31452-5.

#### Монографии и статьи на русском языке
- Аинса Ф. Реконструкция утопии: Эссе / Пред. Федерико Майора; Пер. с франц. Е. Гречаной, И. Стаф; Ин-т мировой лит. им. А. М. Горького РАН. — М. : Наследие — Editions UNESCO, 1999. — 206 с. — ISBN 5-9208-0001-1.
- Баталов Э. Я. В мире утопии: Пять диалогов об утопии, утопическом сознании и утопических экспериментах. — М. : Политиздат, 1989. — 319 с. — ISBN 5-250-00726-0.
- Геллер Л., Нике М. Утопия в России / Пер. с фр. И. В. Булатовского. — СПб. : Гиперион, 2003. — 312 с. — (Utopia humana. I). — ISBN 5-89332-086-7.
- Гуторов В. А. Античная социальная утопия: вопросы истории и теории. — Л. : Изд. Ленинградского университета, 1989. — 288 с.
- Егоров Б. Ф. Российские утопии: Исторический путеводитель. — СПб. : Искусство-СПБ, 2007. — 416 с. — ISBN 5-210-01467-3.
- Жгилева Л.А. Дискурсивное пространство изучения феномена утопии в современной России: парадигмальный анализ // Вестник Северного (Арктического) федерального университета. Серия: Гуманитарные и социальные науки. — 2024. — № 1. — С. 85—98.
- Жгилева Л.А. Исследование феномена утопии в современной России: парадигмальный анализ // Вестник Северного (Арктического) федерального университета. Серия: Гуманитарные и социальные науки. — 2017. — № 2. — С. 46—57.
- Иванов М. В. Оппозиция утопии и идеологии в современном религиозном сознании : Дис. канд. философ. наук. — СПб., 2015. — 199 с.
- Идеал, утопия и критическая рефлексия / Отв. ред. В. А. Лекторский. — М. : РОССПЭН, 1996. — 302 с. — ISBN 5-86004-077-6.
- Каутский К. История социализма; Предтечи новейшего социализма / Пер. с нем. Е. К. и И. Н. Леонтьевых. — М. : Академический проект, 2013. — 847 с. — (Концепции). — ISBN 978-5-8291-1200-4.
- Китайские социальные утопии / Отв. ред. Л. П. Делюсин, Л. Н. Борох. — М. : Наука, ГРВЛ, 1987. — 312 с.
- Ковтун Н. В. Русская литературная утопия второй половины XX века. — Изд. 2-е. — М. : Флинта, 2014. — 352 с. — ISBN 978-5-9765-2002-8.
- Манхейм К. Идеология и утопия // Диагноз нашего времени / Пер. М. И. Левиной. — М. : Юрист, 1994. — С. 7—276. — 700 с. — (Лики культуры). — ISBN 5-7357-0046-4.
- Маркузе Г. Конец утопии // «Логос». — 2004. — № 6. — С. 18—23.
- Мартынов Д. Е. К рассмотрению семантической эволюции понятия «утопия» // Вопросы философии. — 2009. — № 5. — С. 162—171.
- Мартынов Д. Е. Русское поле утопий: обзор начала XXI века // Международный журнал исследований культуры. — 2012. — № 4(9): Русская утопия. — С. 85—93.
- Мартынов Д. Е. Две модели американской утопии (на примере произведений Э. Беллами и Р. Хайнлайна) // Учен. зап. Казан. университета. Сер. Гуманит. науки. — 2016. — Т. 158, № 1. — С. 244—255.
- Мортон А. Л. Английская утопия / Пер. О. В. Волкова. — М. : Издательство иностранной литературы, 1956. — 280 с.
- Морщихина Л.А. Классические и неклассические утопии в контексте социально-философских исследований: диссертация на соискание ученой степени кандидата философских наук (09.00.11). — Архангельск : Поморский государственный университет, 2004. — 195 с.
- Паниотова Т. С. Утопия в пространстве диалога культур / Пред. Ф. Аинса. — Ростов н/Д : Изд. Ростов. университета, 2004. — 304 с. — ISBN 5-9275-0243-1.
- Панченко Д. В. Кампанелла и «Утопия» Томаса Мора // История социалистических учений: сб. статей. — 1984. — С. 241—251.
- Розанваллон П. Утопический капитализм. История идеи рынка / Перевод с французского А. Зайцевой. Научная редакция, редакция перевода и предисловие В. Каплуна. — М. : Новое литературное обозрение, 2007. — 256 с. — (Библиотека журнала «Неприкосновенный запас»). — ISBN 978-5-86793-570-2.
- Русский проект исправления мира и художественное творчество XIX—XX веков: колл. монография / отв. ред. Н. В. Ковтун. — 2-е изд., стер. — М. : Флинта, 2014. — 403 с. — ISBN 978-5-9765-1178-1.
- Святловский В. В. Каталог утопий. — М.-Пг. : Госиздат РСФСР, 1923. — 100 с.
- Святловский В. Русский утопический роман : Фантастическая литература: Исследования и материалы. Том II. — Salamandra P.V.V., 2015. — 108 с. — (Polaris: Путешествия, приключения, фантастика. Вып. XCIII).
- Утопия и утопическое мышление: Антология зарубежной литературы : Пер. с разн. яз. / Сост. В. Чаликова. — М. : Прогресс, 1991. — 405 с. — ISBN 5-01-001592-7.
- Фогт А. Социальные утопии / Пер. с нем. Н. Стороженко. — Изд. 2-е, стереотипное. — М. : Либроком, 2007. — 188 с. — (Из наследия мировой философской мысли. Социальная философия). — ISBN 978-5-397-02585-0.
- Фрейденберг О. М. Утопия // Вопросы философии. — 1990. — № 5. — С. 141—167.
- Фролова И. В. Оправдание утопии: опыт социально-философской реконструкции. — Уфа : Изд. Баш. гос. университета, 2004. — 268 с. — ISBN 5-7477-1052-4.
- Чернышов Ю. Г. Была ли у римлян утопия? // Вестник древней истории. — 1992. — № 1. — С. 53—72.
- Чернышов Ю. Г. Социально-утопические идеи и миф о «золотом веке» в древнем Риме: В 2 ч. — Изд. 2-е, испр. и доп. — Новосибирск : Изд-во Новосибирского университета, 1994. — 176 с.
- Шадурский М. И. Литературная утопия от Мора до Хаксли: Проблемы жанровой поэтики и семиосферы. Обретение острова :  []. — М. : Изд-во ЛКИ, 2007. — 160 с. — ISBN 978-5-382-00362-7.
- Шацкий Е. Утопии и традиция / Пер. с польск. К. В. Душенко, М. И. Леньшина; Общ. ред. и пред. В. А. Чаликовой. — М. : Прогресс, 1990. — 456 p. — ISBN 5-01-002046-7.
- Шей И. К вопросу об интерпретации понятия «утопии» и «утопического» в современной буржуазной социологии // Актуальные проблемы исследования истории социалистических учений / Под ред. Н. С. Федоркина. — М. : Рукопись, депонированная ИНИОН АН СССР, № 10274, 1982. — С. 200—212.
- Штекли А. Э. Утопии и социализм. — М. : Наука, 1993. — 274 с. — ISBN 5-02-009727-6.

#### Монографии и статьи на английском языке
- The Cambridge Companion to Utopian Literature / Ed. by Claeys G.. — Cambridge University Press, 2010. — 316 p. — (Cambridge Companions to Literature). — ISBN 978-0521714143.
- Existential utopia: new perspectives on utopian thought / edited by Patrícia Vieira and Michael Marder. — New York : Continuum International Publishing Group, 2012. — 172 p. — ISBN 978-0-8264-2072-5.
- Ferns C. Narrating Utopia: Ideology, Gender, Form in Utopian Literature. — Liverpool University Press, 1999. — 240 p. — (Liverpool Science Fiction Texts & Studies (Book 19)). — ISBN 0-85323-594-5.
- Firchow P. E. Modern utopian fictions from H.G. Wells to Iris Murdoch. — Washington, D.C. : The Catholic University of America Press, 2007. — 203 p. — ISBN 978-0-8132-1477-1.
- Fitting P. The Concept of Utopia in the Work of Fredric Jameson // Utopian Studies. — 1998. — Vol. 9, no. 2. — P. 8—17. — JSTOR 20719758.
- Fokkema D. Perfect Worlds: Utopian Fiction in China and the West. — Amsterdam University Press, 2011. — 448 p. — ISBN 9789089643506.
- Jameson F. Archaeologies of the Future. The Desire Called Utopia and Other Science Fictions. — London, New York : Verso, 2005. — 431 p. — ISBN 1-84467-033-3.
- Koselleck R. The practice of conceptual history : timing history, spacing concepts / translated by Todd Samuel Presner, with others. — Stanford, California : Stanford University Press, 2002. — 363 p. — ISBN 0-8047-4022-4.
- Kumar K. Utopia and Anti-Utopia in Modern Times. — London : Blackwell Pub, 1991. — 512 p. — ISBN 0631167145.
- Kumar K. The ends of Utopia // New Literary History. — 2010. — Vol. 41, no. 3. — P. 549—569.
- Manuel F. E. and Manuel F. P. Utopian thought in the Western world. — Seventh printing. — Cambridge (Mass.) : The Belknap Press of Harvard Univ. Press, 1997. — 896 p. — ISBN 0-674-93185-8.
- Parrinder P. Utopian Literature and Science: From the Scientific Revolution to Brave New World and Beyond. — Houndmills, Basingstoke, Hampshire : Palgrave Macmillan, 2015. — 240 p. — ISBN 978-1-349-58001-9.
- The Routledge companion to science fiction / edited by Mark Bould. — London, New York : Routledge, Taylor & Francis Group, 2009. — 554 p. — (Routledge literature companions). — ISBN 0-415-45378-X.
- Shadurski, Maxim. Утопия как модель мира: границы и пограничья литературного явления = Utopia as a World Model: The Boundaries and Borderlands of a Literary Phenomenon. — Siedlce : Wydawnictwo IKR[i]BL, 2016. — 150 p. — (Opuscula slavica sedlcensia, Tom XII). — ISBN 978-8-364-88457-3.
- Utopian Moments: Reading Utopian texts (Textual Moments in the History of Political Thought) / by J. C. Davis (Editor), Miguel Avilés (Editor). — Bloomsbury Academic, 2012. — 174 p. — ISBN 978-1-84966-682-4.
- Utopias and the Millennium / Edited by Krishan Kumar and Stephen Bann. — London : Reaktion Books Ltd, 1993. — 164 p. — ISBN 0-948462-45-0.
- Zhang Longxi. The Utopian Vision East and West // Allegoresis: Reading Canonical Literature East and West. — Ithaca, L. : Cornell University Press, 2005. — P. 165—213. — 274 p. — ISBN 0801443695.